# Daglezja zielona
Daglezja zielona, jedlica zielona, jedlica Douglasa (Pseudotsuga menziesii (Mirb.) Franco) – gatunek drzewa z rodziny sosnowatych. Jest wyjątkowo wysokim, długo żyjącym i szybko rosnącym drzewem iglastym. W optymalnych warunkach przekracza 100 m wysokości i żyje ponad 1300 lat. Występuje w zachodniej części Ameryki Północnej od Kolumbii Brytyjskiej po środkowy Meksyk, na wysokościach od poziomu morza do 3350 m n.p.m. Gatunek geograficznie dzielony jest na dwie odmiany: typową P. menziesii var. menziesii występującą wzdłuż wybrzeża Oceanu Spokojnego i siną P. menziesii var. glauca rosnącą w głębi lądu. Na większości zasięgu gatunek ten jest kluczowym składnikiem dużych ekosystemów leśnych. Występuje w szerokim zakresie warunków klimatycznych. Chociaż preferuje głębokie, wilgotne, przepuszczalne gleby, może rosnąć na różnych typach gleb. Szybko zasiedla obszary po pożarach lasów lub innych zaburzeniach i w początkowej fazie wzrostu toleruje częściowe zacienienie.
Drzewo wytwarza mocne, trwałe drewno bez sęków, a przy jego szybkim tempie wzrostu i znacznym rozmiarze stanowi jedno z najważniejszych ekonomicznie źródeł drewna na świecie, szczególnie w zachodniej części Ameryki Północnej. Od XIX wieku gatunek powszechnie sadzony w Europie, Nowej Zelandii, Australii i Chile. Został introdukowany również w Polsce (ma status zadomowionego antropofita). Drewno jest używane między innymi do produkcji sklejki i konstrukcji budowlanych. Ponadto daglezja zielona jest popularnym drzewem ozdobnym.

## Systematyka i zmienność
Jest to jeden z czterech gatunków rodzaju daglezja Pseudotsuga.
Gatunek został odkryty przez szkockiego lekarza i botanika Archibalda Menziesa (1754–1842), prawdopodobnie w 1792 r. na zachodnim wybrzeżu wyspy Vancouver, dokąd przybił statek kapitana George’a Vancouvera podczas rejsu po północno-wschodnim Oceanie Spokojnym. Z podróży przywiózł okaz, który brytyjski botanik Lambert opisał w 1803 r. jako Pinus taxifolia Lamb. Próbki gatunku zostały ponownie niezależnie zebrane przez Meriwethera Lewisa ok. 1805 r. i Davida Douglasa w 1826 r. Kolejne publikowane w ciągu 150 lat nazwy naukowe gatunku bazowały na tych trzech odkryciach. Dopiero w 1950 r. portugalski botanik João Manuel António do Amaral Franco (1921–2009) za pierwszą poprawnie opublikowaną nazwę uznał tę nadaną w 1825 r. przez Charlesa François Brisseau de Mirbel (1776–1854), czyli Abies menziesii Mirb., zaś gatunek umieścił w rodzaju Pseudotsuga i opisał pod nazwą Pseudotsuga menziesii (Mirb.) Franco. Nazwa ta była w późniejszych latach wielokrotnie kwestionowana, jednak z czasem została przyjęta w środowisku amerykańskim. W Europie jeszcze pod koniec XX wieku w użytku były nazwy Pseudotsuga taxifolia (Poir.) Britton oraz Pseudotsuga douglasii (D. Don) Carr.
Okaz typowy, który został pozyskany przez Menziesa, znajduje się w zbiorach Muzeum Historii Naturalnej w Londynie.
Spośród wielu nazw synonimicznych gatunku najbardziej znane są: Pinus taxifolia Lambert 1803, Abies menziesii Mirbel 1825, Pseudotsuga douglasii (Lindley) Carrière, Pseudotsuga taxifolia (Lambert) Britton.
Wyróżnia się dwa taksony niższego rzędu w randze podgatunków lub odmian, przy czym w piśmiennictwie fachowym utrwalone są odmiany:
- P. menziesii var. menziesii (syn. P. menziesii subsp. menziesii) – odmiana typowa, o silnym wzroście, wyższa, o ciemnozielonych igłach, prostych łuskach wspierających w szyszkach, występująca wzdłuż wybrzeża Oceanu Spokojnego na mniejszych wysokościach[11].
- P. menziesii var. glauca (Beissn.) Franco (syn. P. menziesii subsp. glauca (Beissn.) E. Murray 1982) – daglezja sina, odmiana o mniej silnym wzroście, niższa, o sinozielonych, bardzo zmiennych igłach, odgiętych ku nasadzie łuskach wspierających w szyszkach, występująca w głębi lądu na większych wysokościach[11].

Daglezja zielona pojawia się w śladach kopalnych sprzed około 50 milionów lat (eocen) i morfologicznie niewiele zmieniła się od tamtego czasu. Uważa się za prawdopodobne, że dwie odmiany ewoluowały podczas powtarzających się długich okresów izolacji geograficznej, naprzemiennie z krótkimi przepływami wymiany genów. Wymiana taka zachodzi obecnie, gdyż obie występują sympatrycznie w południowej Kolumbii Brytyjskiej i północno-wschodnim stanie Waszyngton. Badanie średniej odległości genetycznej między ponad 100 populacjami rozproszonymi w całym zasięgu gatunku wskazało, że te dwie odmiany istnieją od co najmniej pół miliona lat i że mogły się rozdzielić podczas środkowego plejstocenu.
W toku badań nad zmiennością gatunku na początku XX w. populacje o cechach pośrednich między odmianą typową a siną zaliczono do trzeciej odmiany caesia (nie wyróżnianej w ujęciu uznającym daglezję siną za odmianę). Późniejsza analiza chemiczna zawartości terpenów w liściach potwierdziła wyraźny podział na dwie uznane odmiany, a także wskazała rozkład geograficzny ich form przejściowych, identyfikując w obu po kilka ras chemicznych. Istnienie ras potwierdziły późniejsze badania enzymów i znalezione wzorce zmienności allozymów, na podstawie których populacje odmiany typowej zaliczono do jednej grupy, zaś populacje odmiany sinej podzielono na podgrupę północną i podgrupę południową. Wyniki badań genetycznych RAPD w ogólności potwierdziły ten podział. Wykazały jednak wyraźną granicę między odmianą typową a podgrupą północną odmiany sinej w Oregonie, co sugeruje, że zetknęły się one w tym miejscu stosunkowo niedawno.

## Rozmieszczenie geograficzne
Daglezja zielona pochodzi z zachodniej części Ameryki Północnej, gdzie jej naturalny zasięg rozciąga się od Kolumbii Brytyjskiej na północy (55°N) do Puebla w środkowym Meksyku na południu (19°N). Rośnie wzdłuż wybrzeża Oceanu Spokojnego (odmiana menziesii) i w głąb kontynentu w Górach Skalistych (odmiana glauca), na terenie Kanady (Alberta, Kolumbia Brytyjska), Stanów Zjednoczonych (Arizona, Kalifornia, Kolorado, Idaho, Minnesota, Montana, Nevada, Nowy Meksyk, Oregon, Teksas, Utah, Waszyngton, Wyoming) i Meksyku (Chihuahua, Coahuila, Colima, Durango, Hidalgo, Nuevo León, Oaxaca, Puebla, Sinaloa, Sonora, Zacatecas). Subpopulacje meksykańskie są często niewielkie i izolowane. Zasięg odmiany typowej rozciąga się na dystansie około 2,2 tysiąca kilometrów, zaś odmiany sinej blisko 4,5 tys. km. W Stanach Zjednoczonych daglezja zielona zajmowała w 1989 r. obszar 14,4 mln ha, a w Kanadzie 4,5 mln ha.
Gatunek w obrębie naturalnego zasięgu występuje na wysokościach od 0 m do 3350 m n.p.m. Przy tym, odmiana menziesii rośnie od poziomu morza do 1000–2300 m n.p.m., a w miarę przesuwania się w głąb lądu i na południe odmiana glauca rośnie na terenach górzystych, na wysokości od 600 do 2900–3350 m n.p.m..
Do Wielkiej Brytanii gatunek został introdukowany w 1827 r. Od połowy XIX w. wprowadzany był na świecie do uprawy leśnej i parkowej, a w XX w. rozpowszechniony został w strefie klimatu umiarkowanego na obydwu półkulach. Występuje w stanach Alaska, Nowy Jork, Polsce, Holandii, Wielkiej Brytanii i innych krajach Europy, w Australii, Nowej Zelandii, Chile i Chinach. Odmiana menziesii naturalizowała się na wielu obszarach, w Nowej Zelandii do tego stopnia, że jest uważana za inwazyjną, zagrażającą rodzimym lasom. W Polsce uważana za zadomowiony gatunek obcy, ale nie określono jej jako inwazyjnej.

## Morfologia
PokrójDrzewo strzeliste, o pojedynczym pniu. Odmiana typowa bardzo dużych rozmiarów, odmiana sina średniej wielkości. Korona młodych drzew wąska do szerokostożkowatej, z wiekiem zwykle staje się spłaszczona lub nieregularna. Gałęzie odchodzą od pnia niemal poziomo, u młodszych okazów typowo rosną od samego dołu, u starszych często dopiero od znacznej wysokości (powyżej 20 m).
PieńOsiąga 75–110 m wysokości i 4–4,5 m średnicy. W Polsce po 30 latach osiąga 15 m, a dorasta do 45–58 m. Generalnie w Europie drzewa tego gatunku osiągają mniejszą wysokość i mają cieńsze pnie niż te rosnące w Ameryce Północnej. Odmiana glauca dorasta tylko do 45 m wysokości, sporadycznie do 48 m. Kora zmienna. U młodych drzew cienka, gładka, szarobrązowa, z żywicznymi naciekami, zaś u starszych drzew korkowata, gruba na 10–30 cm, do czarnej lub czerwonobrązowej i z wiekiem głęboko, podłużnie spękana.

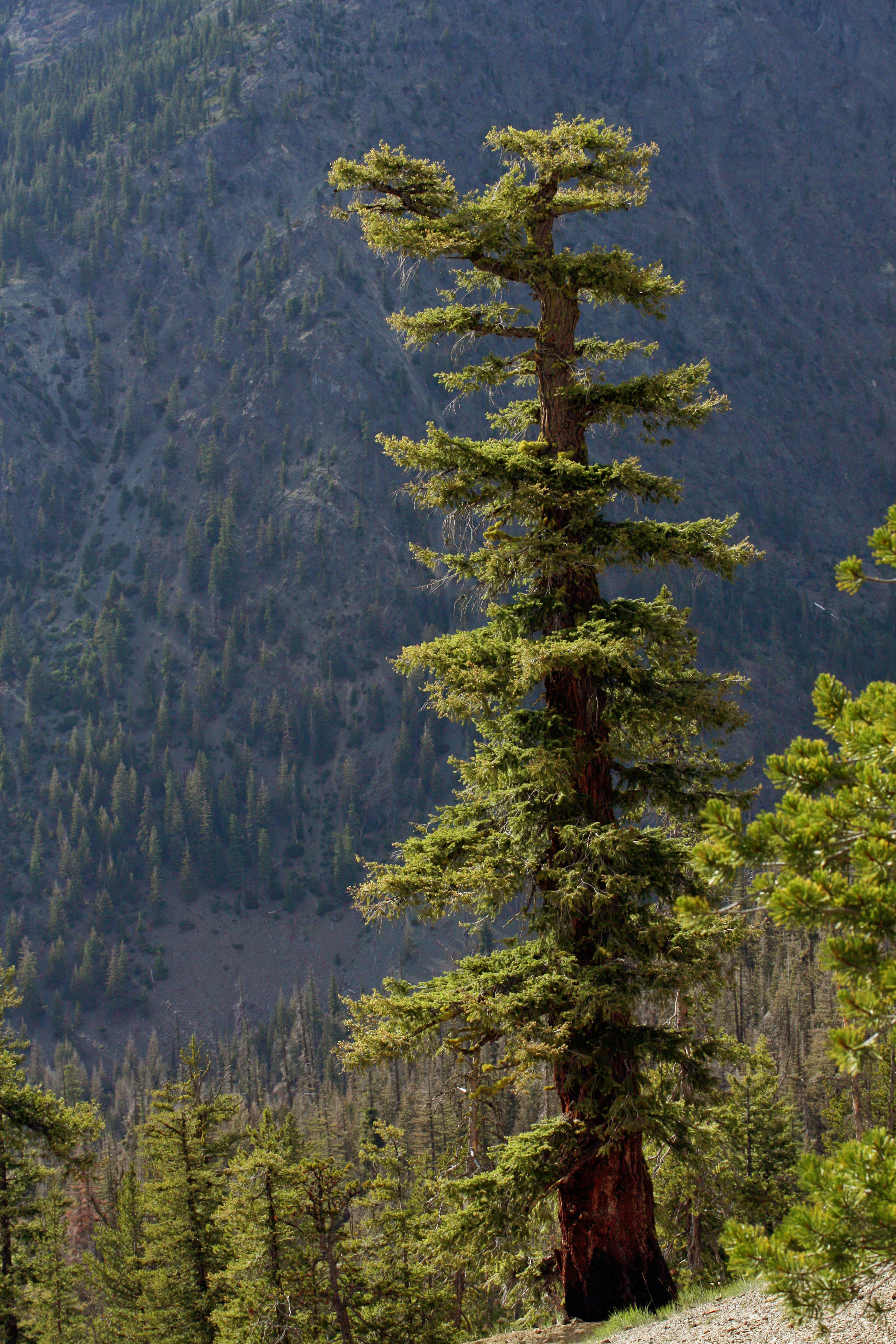
Pokrój, stary okaz odm. menziesii
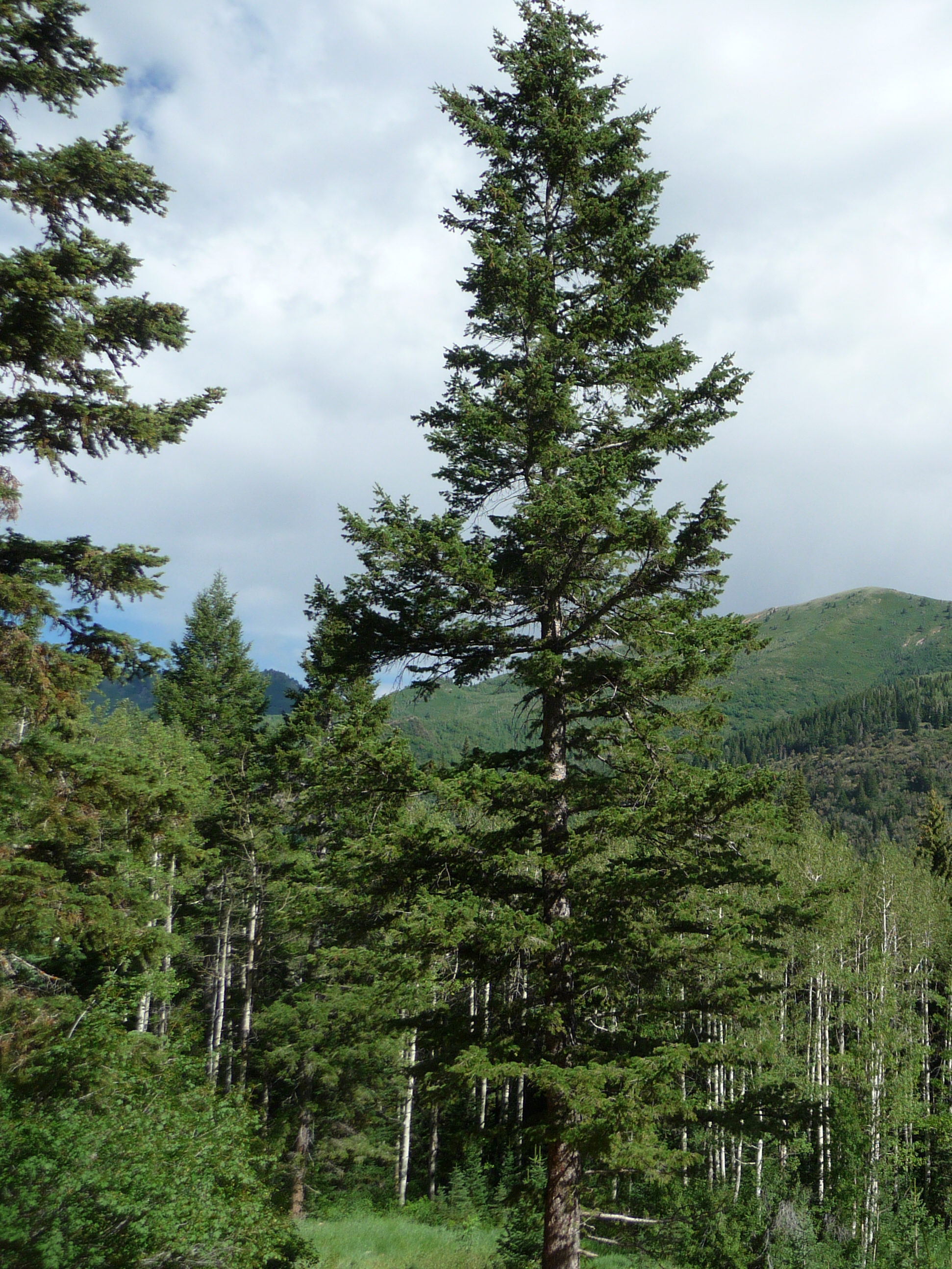
Pokrój, odm. glauca
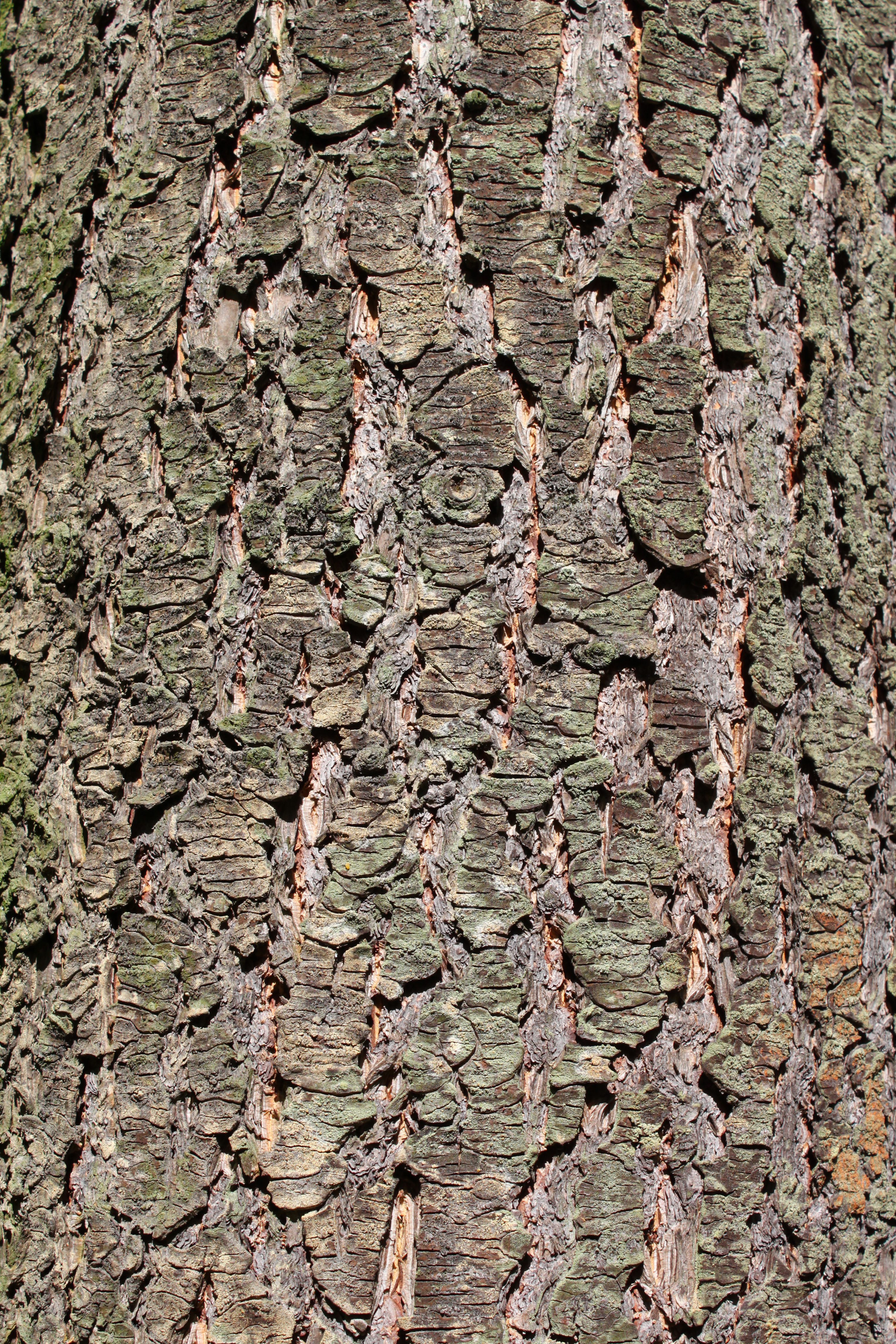
Kora

KorzeniePoczątkowo tworzy korzeń palowy, który w ciągu pierwszych kilku lat szybko rośnie. Płytkie gleby, wysokie lustro wody lub skaliste podłoże powodują silne rozrastanie się korzeni bocznych. Korzenie boczne mają tendencję do wrastania ukośnie w głębsze warstwy gleby i przyczyniają się do lepszego zakotwiczenia drzewa. Rozmiar systemu korzeniowego jest powiązany z rozmiarem korony, a nie wysokością pnia i stosunek ich wielkości wynosi średnio 1,1 dla stanowisk otwartych i 0,9 dla gęstych stanowisk leśnych.
LiścieIgły równowąskie o długości 2–3,5 cm, rzadziej do 4,5 cm, i szerokości 1–1,5 mm, miękkie, zaostrzone lub tępe. U odmiany glauca igły są krótsze i grubsze, dorastają do 1,5–3,5 cm długości. Kolor igieł zmienny, zwykle jednolity na gałęzi, ale sąsiednie gałęzie na tym samym drzewie mogą mieć wyraźnie inny kolor. Z wierzchu połyskujące, jasnozielone do ciemnozielonych (odmiana menziesii) lub sinozielone do niebieskozielonych (odmiana glauca), od spodu z dwoma wyraźnymi, białawymi paskami woskowego nalotu. Osadzone na ogonkach ukośnie odstających od gałązek, ułożone na gałązkach spiralnie, niemal promieniście lub czasami w cieniu dwurzędowo. Gałązki wiotkie, z małymi okrągłymi bliznami po igłach. Pąki liściowe jajowate, zaostrzone, o rozmiarach 10 × 5 mm, nieżywiczne.

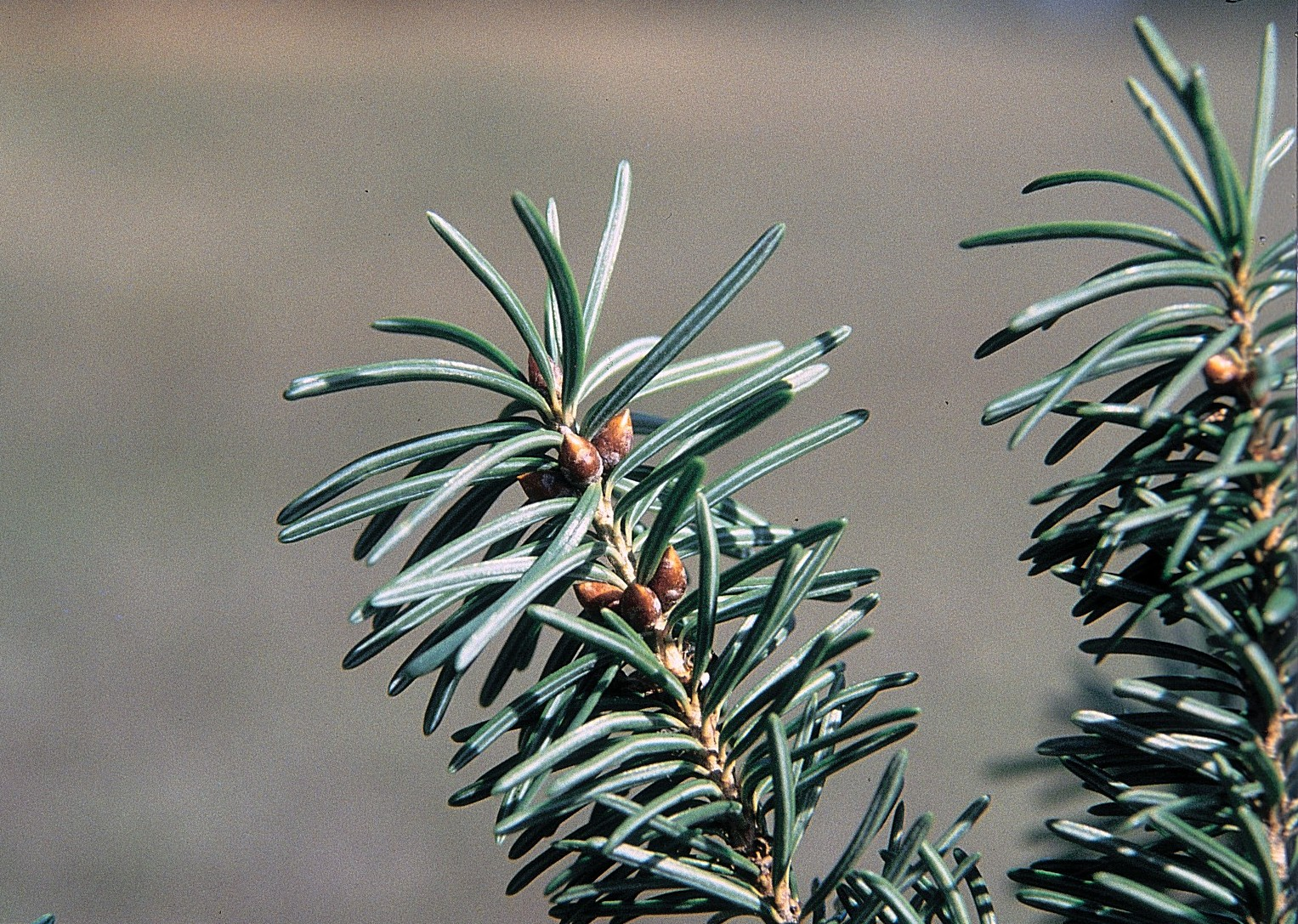
Igły i pąki odmiany glauca
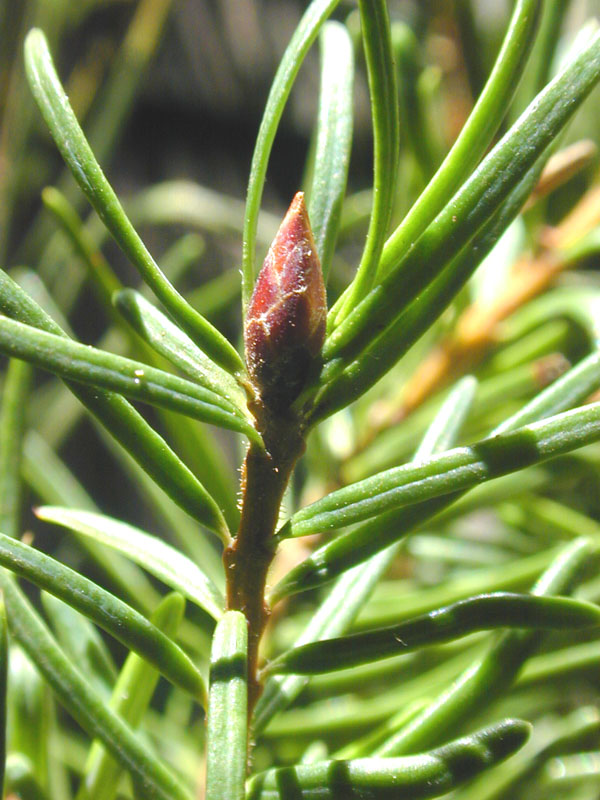
Igły i pąk odmiany menziesii
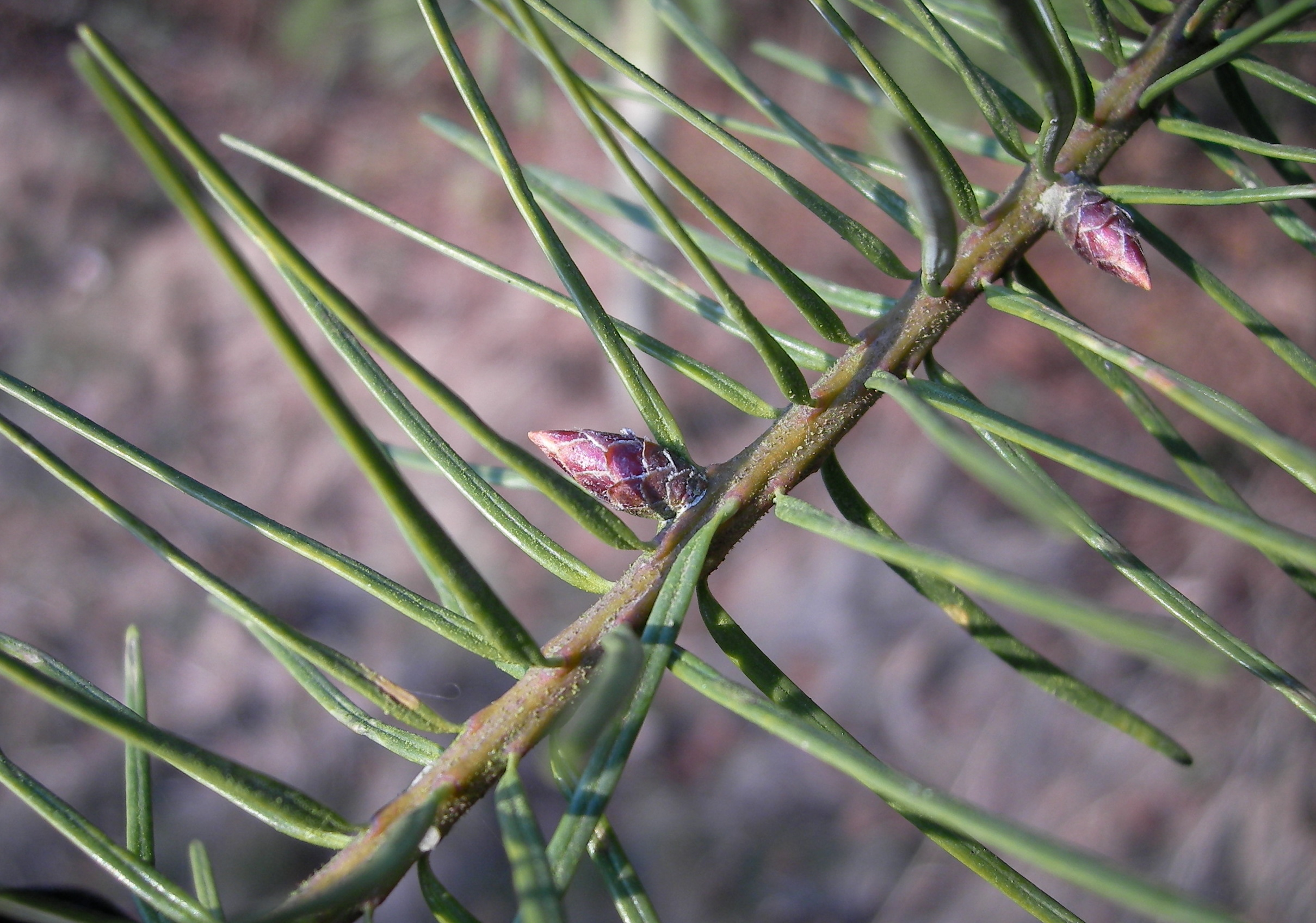
Igły i pąki odmiany menziesii
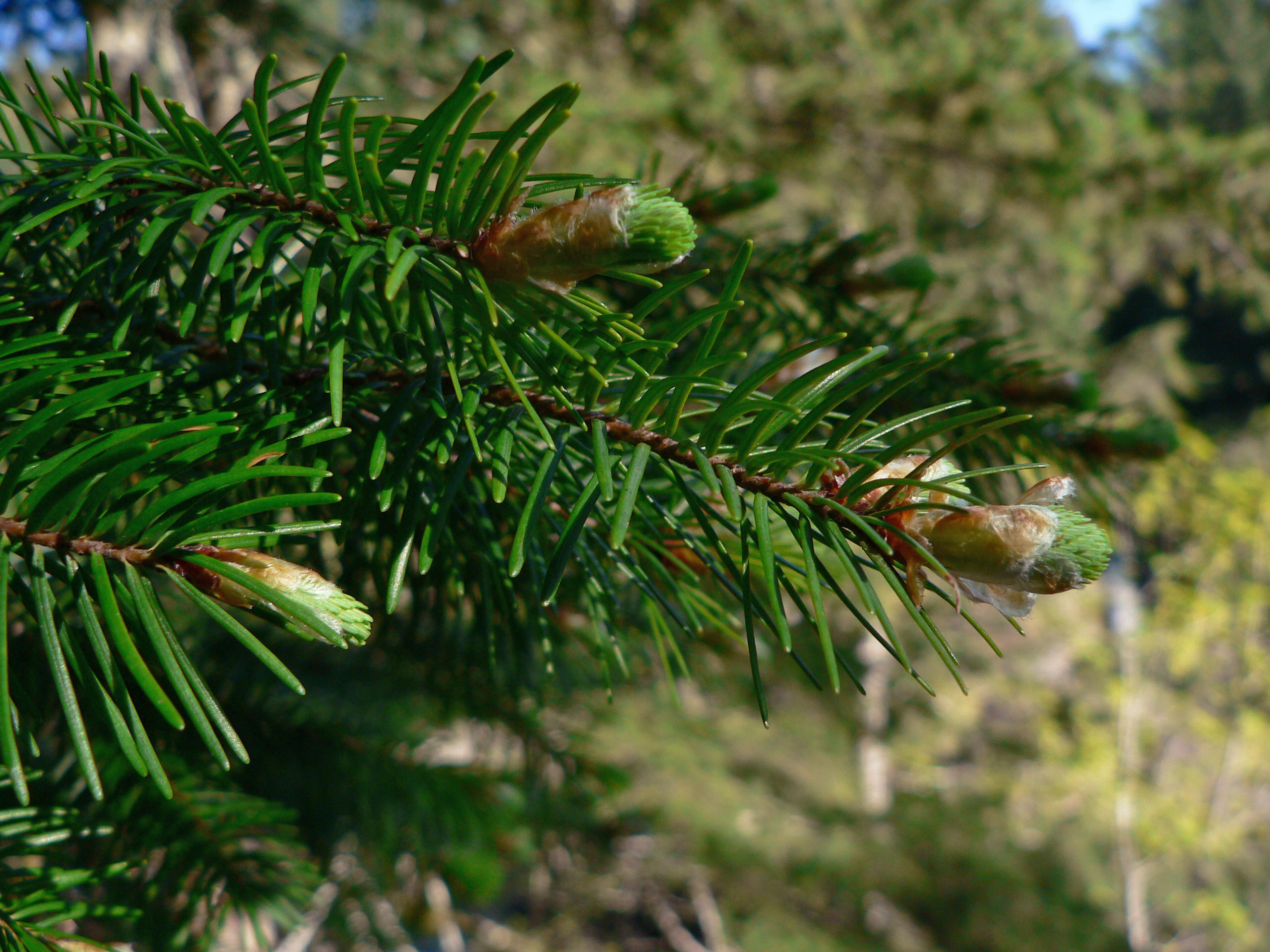
Rozwijające się pędy odmiany menziesii

SzyszkiSzyszki męskie nietrwałe, złożone z licznych mikrosporofili, żółte do czerwonych, o długości 1–2 cm, zwisają po spodniej stronie pędów. Szyszki żeńskie początkowo długości 3 cm, koloru od zielonego do czerwonego, jajowate, złożone z licznych łusek nasiennych (makrosporofili). W czasie kwitnienia szyszki są wzniesione, a ich łuski są rozpostarte. Później łuski się stulają, zielenieją, szyszki zaczynają zwisać i dojrzewając drewnieją, z zielonych stają się jasnobrązowe, osiągając długość 5–10 cm i szerokość do 5 cm, u odmiany glauca dorastają tylko do 4–7,5 cm długości. Wiszą na krótkich 5–10 mm szypułkach. Łuski wspierające trójklapowe, znacznie dłuższe od łusek nasiennych, proste i przylegające, skierowane ku szczytowi szyszki (odmiana menziesii) lub silnie odgięte ku nasadzie (odmiana glauca). Opadają w całości. Nasiona o rozmiarach 6–8 × 4–5 mm, jasnobrązowe, z żółto-brązowym skrzydełkiem o długości 9–14 mm.

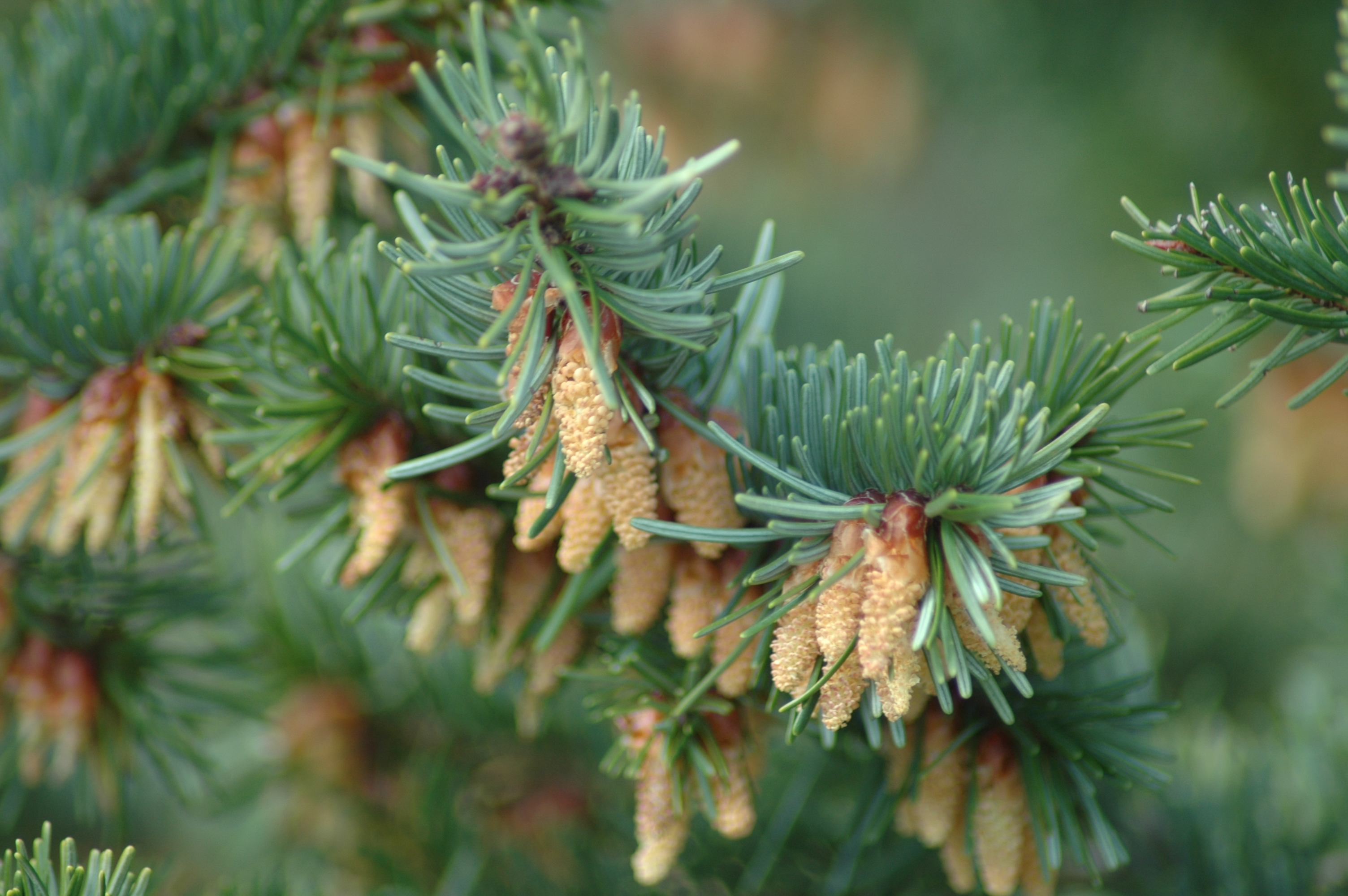
Szyszki męskie
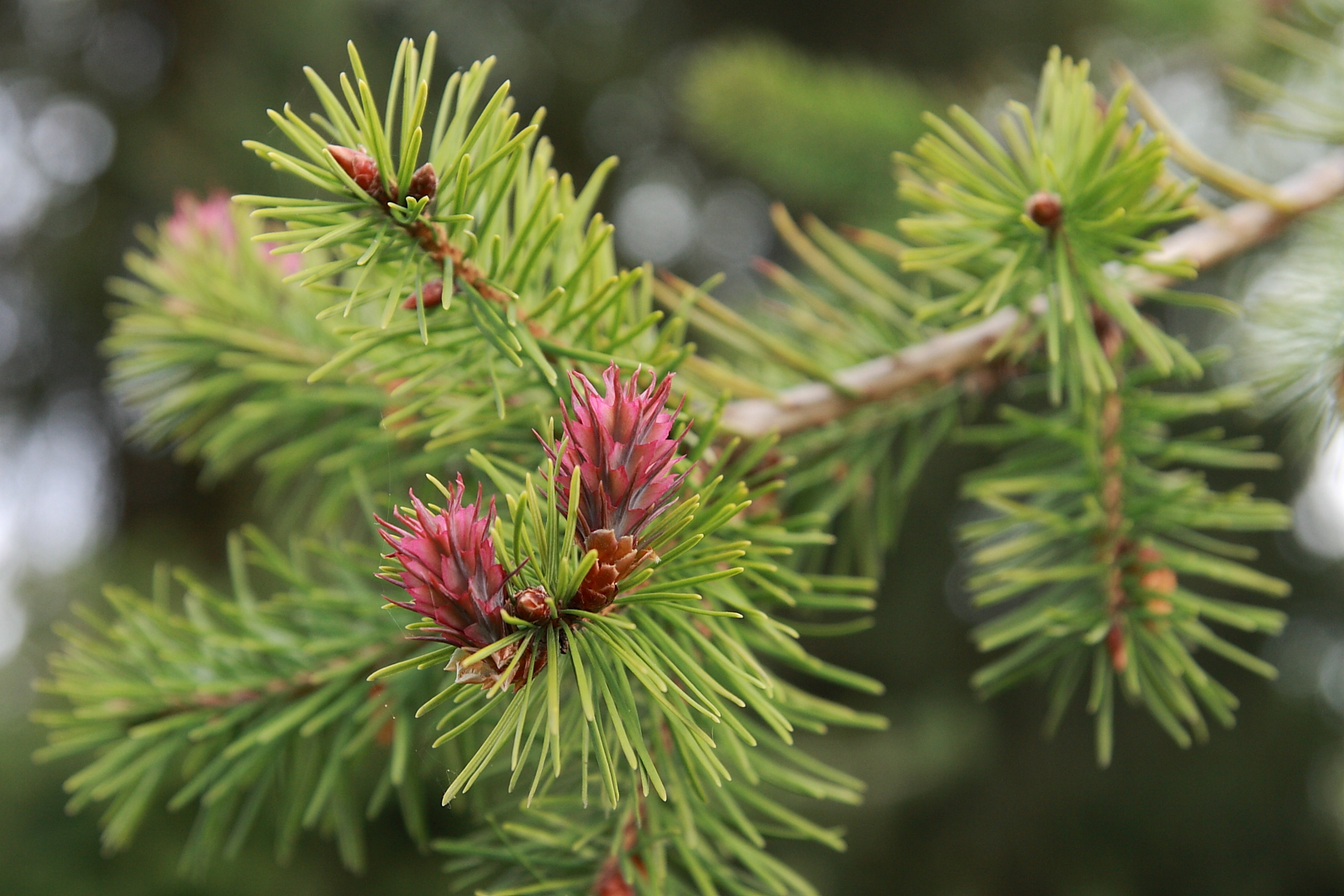
Szyszki żeńskie
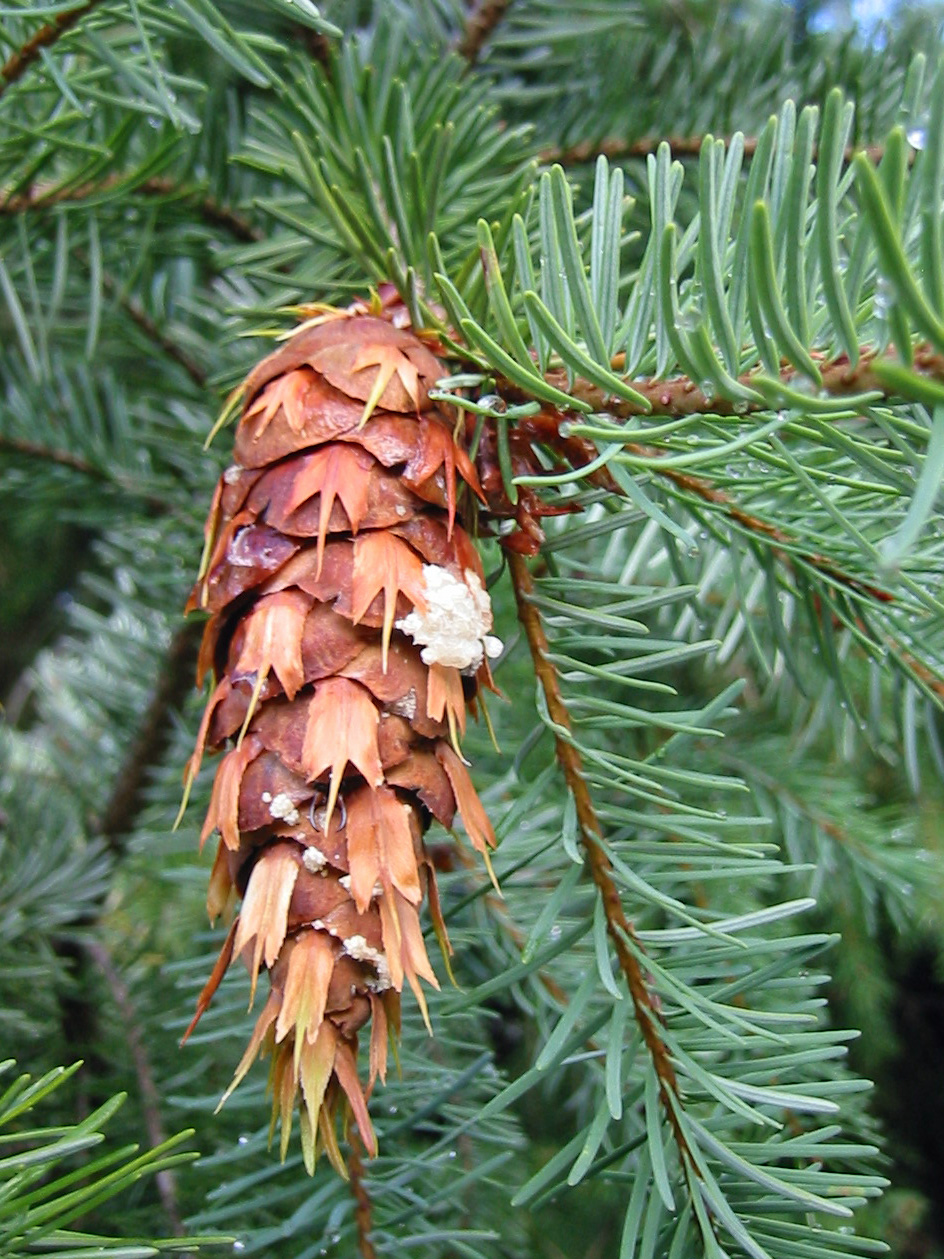
Gałązka z szyszką nasienną odmiany menziesii
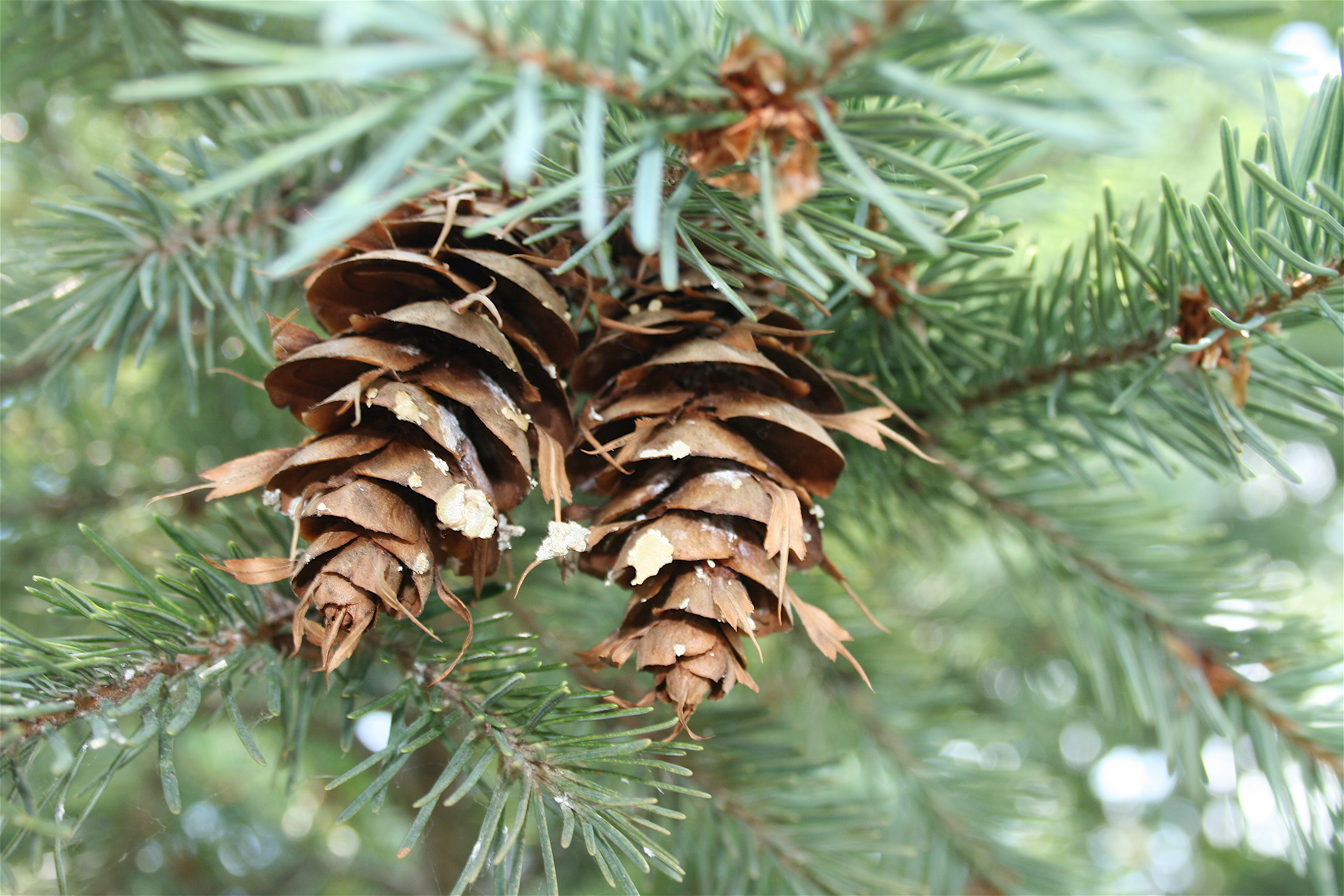
Gałązka z szyszkami nasiennymi odmiany glauca

## Biologia

### Rozwój

#### Kwitnienie i owocowanie
Gatunek jednopienny. Drzewa zwykle zaczynają kwitnąć w wieku od 12 do 15 lat. Męskie strobile skupione w klastrach wyrastają w pobliżu nasady tegorocznych odcinków pędów i w większości w dolnej części korony, zawiązki szyszek nasiennych rosną pojedynczo (czasem po 2–3) w pobliżu końców pędów ubiegłorocznych i głównie w górnej części korony. Pąki męskie i żeńskie rozwijają się przez rok i w początkowej fazie wzrostu są nierozróżnialne od siebie i od pąków liściowych. Dopiero na jesieni roku poprzedzającego kwitnienie uwidaczniają się różnice: męskie pąki są jajowate, wegetatywne ciemniejsze, a żeńskie sporo od nich większe. Do kwitnienia, pylenia i zapylania (anemogamia) dochodzi wiosną kolejnego roku. U odmiany typowej w marcu i kwietniu w cieplejszej części zasięgu, w chłodniejszych rejonach dopiero w maju lub na początku czerwca. W przypadku odmiany sinej wczesne kwitnienie występuje od połowy kwietnia do początku maja w Kolorado, ale dopiero od początku maja do końca czerwca w północnym Idaho. Okres kwitnienia w Polsce przypada na miesiące kwiecień i maj.
Na niskich i średnich wysokościach szyszki odmiany typowej dojrzewają i otwierają się uwalniając nasiona od połowy sierpnia w południowym Oregonie do połowy września w północnym Waszyngtonie i południowej Kolumbii Brytyjskiej. U odmiany sinej dojrzewanie szyszek waha się od końca lipca na niższych wysokościach w stanie Montana do połowy sierpnia w północnym Idaho. W Polsce nasiona dojrzewają od końca sierpnia do połowy września.
Rozsiewanie nasion rozpoczyna się w połowie sierpnia w środkowym Oregonie, ale na większych wysokościach w stanie Montana dopiero w połowie września. Nie wszystkie nasiona rozsiewane są od razu. U odmiany typowej zwykle od jednej trzeciej do połowy nasion pozostaje w szyszkach na drzewie i opada sukcesywnie przez zimę i wiosnę lub nawet dłużej. Ponieważ szyszki otwierają się, gdy wysychają, jesienne deszcze mogą opóźnić uwalnianie nasion. Zdecydowana większość nasion daglezji rozsiewana jest przez wiatr (anemochoria) na odległość do 100 m od drzewa macierzystego. Zdarza się jednak, że stanowiska samosiejek są odległe o 1–2 km od źródła nasion. Ilość rozsianych nasion może być zróżnicowana, ale w większości lat wynosi mniej niż 2,2 kg/ha, z czego nie więcej niż 40% jest zdrowa. Niewielką ilość nasion rozsiewają małe zwierzęta (zoochoria) – myszaki, wiewiórki i ptaki, np. orzechówka popielata. 

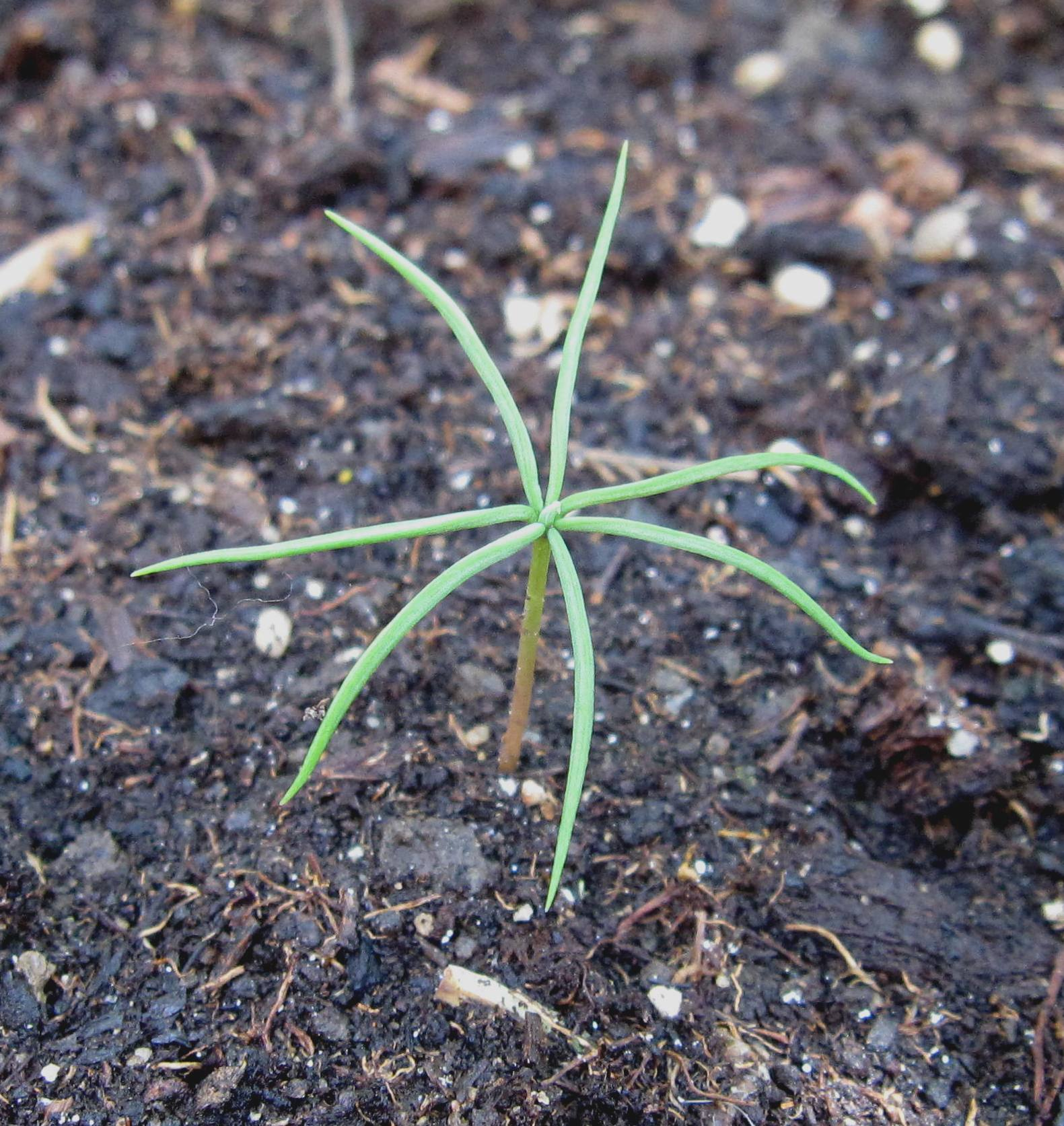
Dwutygodniowa siewka daglezji licząca 7 liścieni

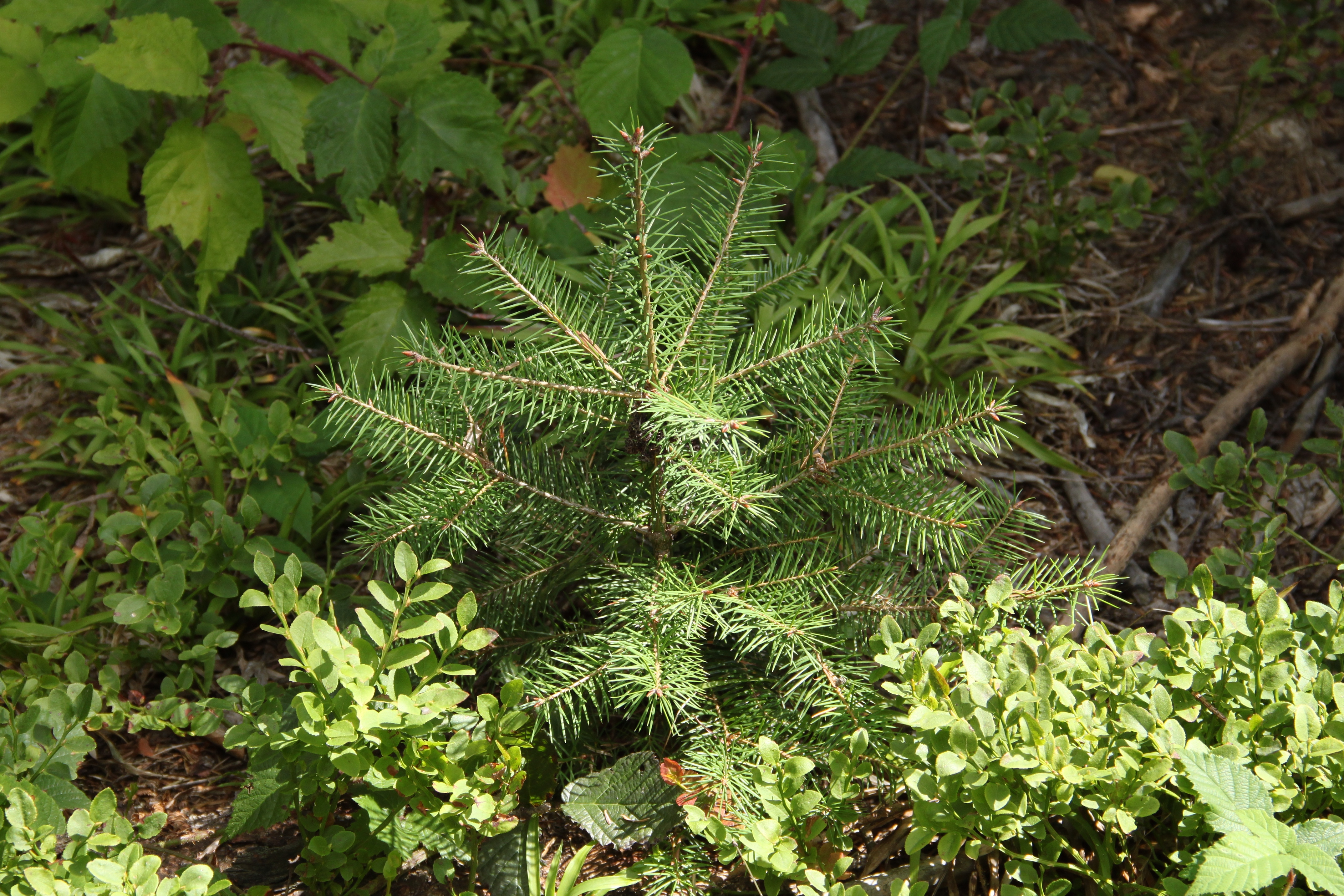
Młode drzewko, Beskid Sądecki, Polska

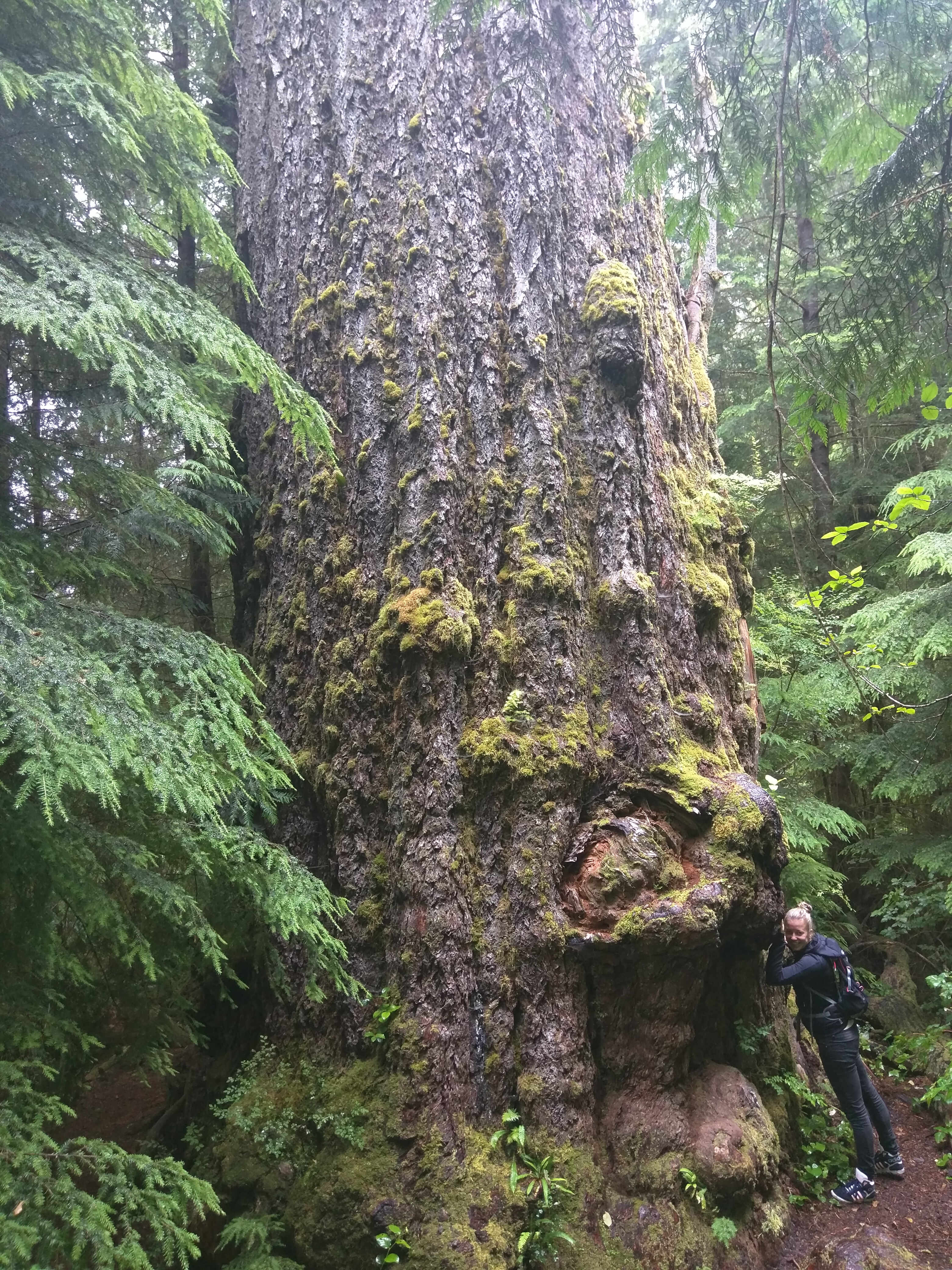
Red Creek Fir – największa daglezja zielona pod względem objętości pnia

Znaczna produkcja nasion rozpoczyna się u daglezji osiągających wiek 20–30 lat, a najwięcej wytwarzają ich drzewa w wieku 200–300 lat. Obfita produkcja nasion zachodzi w nieregularnych odstępach czasu – co 2 do 11 lat, a średnio co 5–7 lat drzewo daje jeden plon duży, jeden do kilku średnich i jeden znikomy. Jedna szyszka odmiany typowej zawiera 26–50, a odmiany sinej 20–30 nasion. Nasiona różnią się znacznie rozmiarem, na 1 kg przypada ich od 70,4 do 88 tysięcy. Szyszki utrzymują się na drzewie przez 1 lub więcej lat po wysypie nasion, po czym opadają w całości.

#### Kiełkowanie, wzrost i zamieranie
Nasiona utrzymują zdolność do kiełkowania przez 1 rok, sporadycznie przez 2 lata. Nasiona kiełkują od połowy marca do połowy maja, przeważnie w ciągu 150 dni od rozsiania, przy czym ekspozycja na światło i stratyfikacja wpływają na zdolność kiełkowania. Kiełkowanie jest epigeiczne. Wzrost siewek w pierwszym roku jest stosunkowo powolny i ograniczony przez wilgotność, co zwykle powoduje rozpoczęcie spoczynku w środku lata. Okres spoczynku przeważnie trwa do kwietnia lub maja następnego roku. Odmiana typowa silnie preferuje wilgotną glebę mineralną, podczas gdy odmiana sina rośnie dobrze zarówno w podłożu mineralnym jak i organicznym o grubości poniżej 5 cm. Siewki jednoroczne najlepiej przeżywają i rosną w lekkim cieniu, zwłaszcza na ekspozycji południowej, ale starsze wymagają pełnego nasłonecznienia. Po roku siewki na lepszych stanowiskach mogą mieć pędy o długości 6–9 cm, a tempo wzrostu w kolejnych latach stopniowo przyspiesza. Odmiana typowa rośnie bardzo szybko. W optymalnych warunkach już trzyletnie okazy mogą przekraczać 1 m wysokości, a drzewka w wieku 8–10 lat osiągają przyrosty roczne o długości 1 m. W wieku 50 lat daglezja może osiągać 30 m wysokości. Odmiana glauca rośnie wolniej, przy tym jej tempo wzrostu zazwyczaj drastycznie spada między 90 a 140 rokiem życia. Po 200 latach wzrost jest niezwykle powolny, ale drzewa w każdym wieku pobudza pojawienie się luki w drzewostanie.
Odpadanie dolnych gałęzi zachodzi bardzo powoli. Naturalne oczyszczenie pnia do wysokości 5 m często zajmuje 77 lat, a do wysokości 10 m – 107 lat. Korony starszych okazów odmiany typowej mogą zaczynać się dopiero na wysokości około 20–40 m.
Większość drzew starszych niż około 350 lat ma korony złożone głównie z gałęzi epikormicznych, rozwijających się z pąków śpiących, ukrytych pod korą pnia lub gałęzi. Na pniu wyrastają z miejsc, w których rosły pierwotne gałęzie. Daglezja wytwarza je również na istniejących, nieuszkodzonych gałęziach korony, tworząc rozgałęzienia do sześciu iteracji. Gałęzie te mają tendencję do formowania wewnętrznej warstwy korony, jednak istnieje znaczne zróżnicowanie między poszczególnymi drzewami zarówno pod względem ich liczby, jak i położenia.
Daglezja zielona dość powszechnie osiąga wiek 500 lat, 650–700 lat odmiana typowa, szczególnie w zachodnim Waszyngtonie i Kolumbii Brytyjskiej, zaś 400 odmiana sina. Drzewa starsze niż 800 lat są dość rzadkie. Dowody, że daglezja może dożywać 1000 lat i więcej są dotychczas znane jedynie z pni ściętych drzew. Najstarszy okaz daglezji zielonej znaleziony został na wyspie Vancouver w Kolumbii Brytyjskiej, wiek drzewa ustalono na 1350 lat metodą zliczania pierścieni rocznych, po tym, jak przewróciło się podczas sztormu zimą 1985–1986 r. Drzewo to było jednym z okazów rosnących w drzewostanie, który powstał po pożarze ok. 635 r. Uznaje się za prawdopodobne, że nadal żyją w nim starsze drzewa. Wiek innego okazu z wyspy Vancouver, określony metodą zliczania słojów na pniu ściętego drzewa, wyniósł 1307 lat. Według innych źródeł najstarszy okaz znaleziono i ścięto w 1913 r. niedaleko Mount Vernon w stanie Waszyngton. Wiek drzewa określono na ponad 1400 lat.
Daglezja zielona należy do najwyższych drzew na świecie – rekordowy okaz ścięty w 1895 r. koło Vancouver miał 127 m wysokości. Największą daglezją pod względem objętości jest Red Creek Fir na wyspie Vancouver w Kanadzie – objętość pnia w 1998 r. wynosiła 349 m³, a obwód przy podstawie 13 metrów przy wysokości 74 m. Prawdopodobnie najwyższą daglezją w Europie jest okaz o wysokości 67,2 m rosnący w Betwys Y Coed w Wielkiej Brytanii, posadzony w 1921 r.
Okazy daglezji zielonej, uprawiane na terenach Polski od XIX w., są najwyższymi drzewami w kraju. Na terenie Nadleśnictwa Bardo rośnie daglezja zielona, która jest – zgodnie z pomiarami wykonanymi w 2021 r. – najwyższym drzewem w Polsce; jej wysokość wynosi 59,4 m, a wiek jest szacowany na 120 lat. Najwyższe drzewo zostało odnalezione przez Biuro Urządzania Lasu i Geodezji Leśnej na podstawie danych lidarowych. Wysokość 58,2 m osiągnął okaz rosnący w Beskidzie Żywieckim (Nadleśnictwo Ujsoły). Średni wynik z kilkunastu pomiarów wykonanych wysokościomierzem laserowym wynosił 58 m. W 2020 r. szyszkarze z Nadleśnictwa Ujsoły w tym samym drzewostanie dokonali pomiaru wysokości drzewa przy pomocy stalowej 50-metrowej taśmy uzyskując wynik 58,2 m. Wiek drzewa szacowany jest na 135 lat. Inny okaz daglezji rosnący w Nadleśnictwie Bielsko w paśmie góry Klimczok w 2018 r. osiągnął 57 m wysokości. Najgrubszy w Polsce i jeden z wyższych okazów daglezji na terenie Lasów Państwowych rośnie w Wierciszewie i w 2020 r. miał 470 cm obwodu oraz 48 m wysokości. Jego wiek szacowany jest na 170 lat.

### Cechy anatomiczne i fizyko-chemiczne
Igły po roztarciu są aromatyczne, przy czym zapach odmiany typowej określany jest jako przypominający cytrusy lub jabłka, zaś igły odmiany sinej wydzielają zapach przypominający rozpuszczalnik do farb.

#### Drewno
Cechuje się wąskim, rzadko osiągającym ponad 5 cm grubości i prawie białym bielem oraz wyraźnie odgraniczoną twardzielą o barwie czerwonobrązowej do żółtej. Twardziel z czasem ciemnieje i bardzo przypomina drewno modrzewiowe. Rysunek słojów jest bardzo wyraźny. Przewody żywiczne są nieliczne, obecne zwykle tylko w drewnie późnym. Drewno jest twarde, średniokurczliwe, jego gęstość wynosi ok. 0,50 g/cm³. Jest średnio trwałe. Cechuje się aromatem przypominającym cytrusy.

### Genetyka
Daglezja zielona ma liczbę chromosomów 2n = 26, stanowi więc wyjątek w rodzinie sosnowatych, której przedstawiciele mają zwykle 2n = 24 (modrzewnik chiński (Pseudolarix amabilis (J. Nelson) Rehd.) ma 2n = 44).

## Ekologia

### Siedlisko

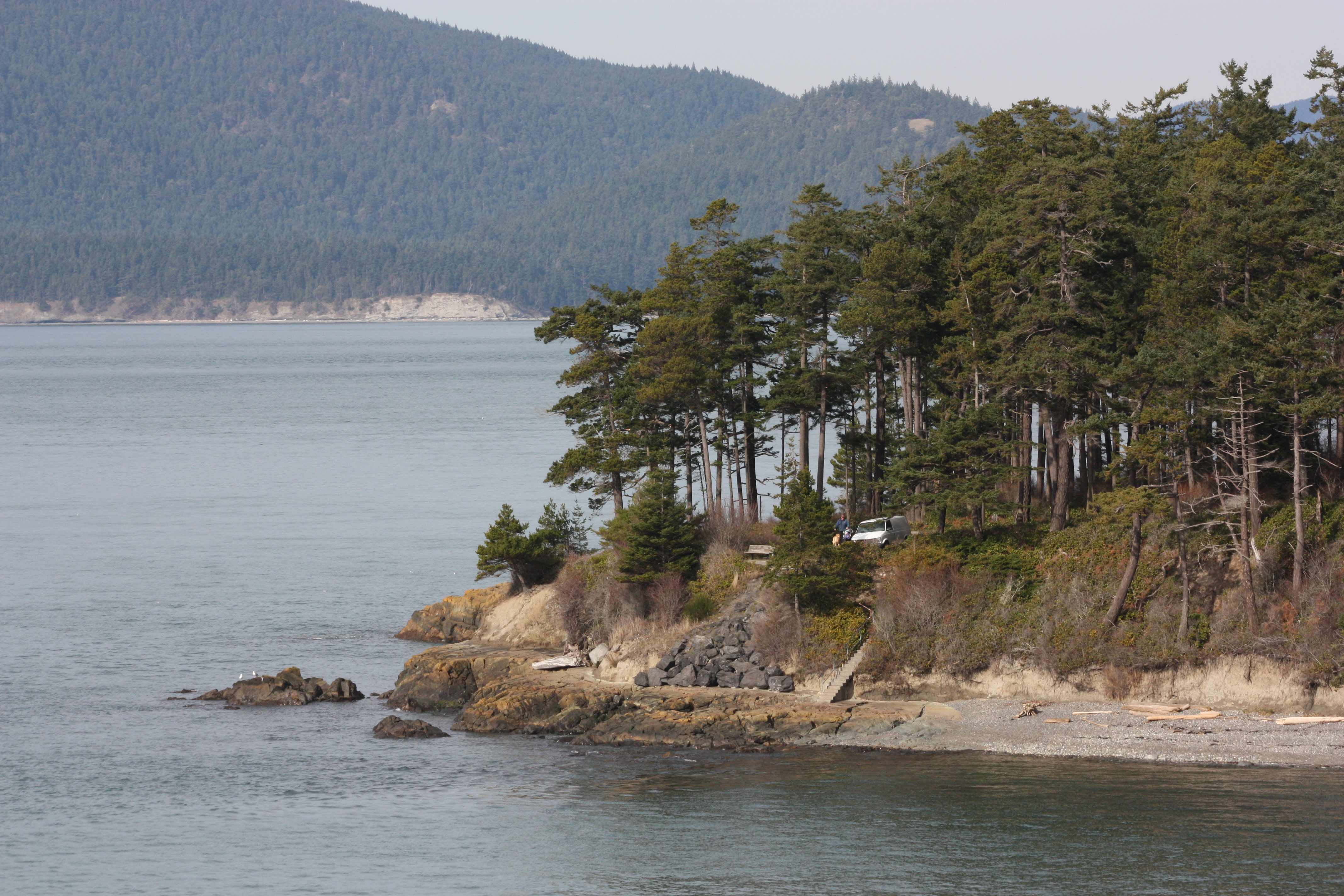
Stanowisko P. menziesii var. menziesii i Pinus contorta subsp. contorta w Washington Park (Anacortes)

Daglezja zielona wymaga gleb świeżych, gliniasto-piaszczystych oraz dużej wilgotności powietrza. Odmiana sina jest odporniejsza na mróz i suszę i lepiej znosi gleby z wysoką zawartością wapnia. Odmiana typowa najlepiej rośnie na dobrze napowietrzonych, głębokich glebach o pH od 5 do 5,5–6. Gleby w pasie przybrzeżnym północnej Kalifornii, Oregonu i Waszyngtonu pochodzą głównie z piaskowców i łupków ilastych, z dodatkiem skał magmowych. W łagodnym, wilgotnym klimacie wybrzeża skały te głęboko zwietrzały, tworząc drobnoziarnistą, dobrze przepuszczalną glebę. W południowo-zachodniej Kolumbii Brytyjskiej rośnie na glebach prawie w całości pochodzenia lodowcowego. W głębi lądu w zasięgu odmiany menziesii gleby powstały z różnorodnych materiałów macierzystych pochodzenia osadowego, magmowego i wulkanicznego. Odmiana sina również rośnie na glebach o zróżnicowanym pochodzeniu. W południowo-środkowej Kolumbii Brytyjskiej, wschodnim Waszyngtonie i północnym Idaho występuje na bazaltowych piargach, przez głębokie lessy z popiołem wulkanicznym, po stanowiska z cienką warstwą gleby na skałach granitowych lub osadowych. Materiały macierzyste w Montanie i Wyoming składają się zarówno ze skał magmowych, jak i osadowych, a lokalnie z moren lodowcowych. Gleby te mają zmienną teksturę, są żwirowe i kwaśne. Ponieważ znaczną część skał osadowych stanowią wapienie, powstające gleby są obojętne lub zasadowe, od iłów po muły żwirowe. Gleby w środkowej i południowej części Gór Skalistych powstały z osadów lodowcowych, skał granitowych, zlepieńców, piaskowców, a na południowym zachodzie z wapieni i są to między innymi: szare gleby leśne, gleby brunatne i bielicowe.
Obie odmiany mają tendencję do występowania na coraz wyższych wysokościach wraz z przesuwaniem się z północy na południe. Głównymi czynnikami ograniczającymi są temperatura na północy i wilgotność na południu. Barierą dalszego rozprzestrzeniania się na północ jest także niska częstotliwość pożarów, co sprzyja konkurencyjnym gatunkom drzew. W konsekwencji daglezja zielona występuje głównie na południowych stokach w północnej części jej zasięgu oraz na północnych ekspozycjach w części południowej, przy czym na dużych wysokościach w południowych Górach Skalistych rośnie na nasłonecznionych zboczach i suchych skalistych stanowiskach.
Daglezja zielona rośnie w różnych warunkach klimatycznych. Odmiana menziesii występuje głównie w klimacie morskim z łagodnymi i wilgotnymi zimami, chłodnymi i stosunkowo suchymi latami, długim okresem wegetacyjnym i wąskim dziennym zakresem temperatur (6–8 °C). Na stanowiskach w Górach Kaskadowych i Sierra Nevada klimat jest nieco ostrzejszy. Zimy są chłodniejsze, z krótszymi okresami bez mrozu, a dobowe wahania temperatury większe (10–16 °C). Spora część opadów występuje w postaci śniegu. Nie toleruje mrozu poniżej −10 °C trwającego dłużej niż tydzień, nawet jeśli grunt jest dobrze zabezpieczony przed zamarzaniem przez warstwę śniegu. Źle też znosi późne przymrozki. Odmiana glauca w północnych Górach Skalistych rośnie w klimacie z wyraźnymi wpływami morskimi, dającymi łagodny klimat kontynentalny we wszystkich porach roku z wyjątkiem środka lata. Opady występują równomiernie przez cały rok z okresem suchym przypadającym w lipcu i sierpniu. W środkowej części Gór Skalistych panuje klimat kontynentalny z długimi i surowymi zimami, gorącym latem, bardzo suchym w niektórych częściach regionu, z opadami głównie w postaci śniegu. Na stanowiskach w południowych Górach Skalistych opady są niskie w zimie, ale wysokie w sezonie wegetacyjnym.
Wierzchołkowe pożary lasu niszczą drzewostany daglezji zielonej w każdym wieku. Starsze daglezje, w wieku od ok. 40 lat, dzięki grubej korkowatej korze są dość odporne na pożary przyziemne. Odmiana typowa jest bardziej odporna niż inne towarzyszące jej gatunki drzew i może przeżyć pożary o średniej intensywności, w czym starszym okazom sprzyja także wyżej posadowiona, trudniej dostępna dla ognia korona. Temperatury powyżej 60 °C niszczą nasiona, zatem te leżące na ziemi nie przeżywają pożarów. Podczas pożaru wierzchołkowego z reguły niszczone są nasiona dojrzewające w zielonych szyszkach, ale część może przetrwać i dojrzeć po pożarze, nawet w przypadku obumarcia macierzystego drzewa. Siewki są najbardziej podatne na uszkodzenia od ognia, ale mogą przeżyć w temperaturze 50 °C przez jedną godzinę, 60 °C przez jedną minutę i 70 °C przez jedną sekundę. Sadzonki są często zabijane przez pożary przyziemne, ponieważ ich cienka kora zapewnia niewielką ochronę. Silne wiatry występujące na północno-zachodnim wybrzeżu po ulewnych deszczach czasami powodują duże miejscowe wiatrołomy. Burze śnieżne wraz z obfitymi opadami śniegu okresowo doprowadzają do śniegołomów, szczególnie w gęstych młodych drzewostanach.

### Fitosocjologia

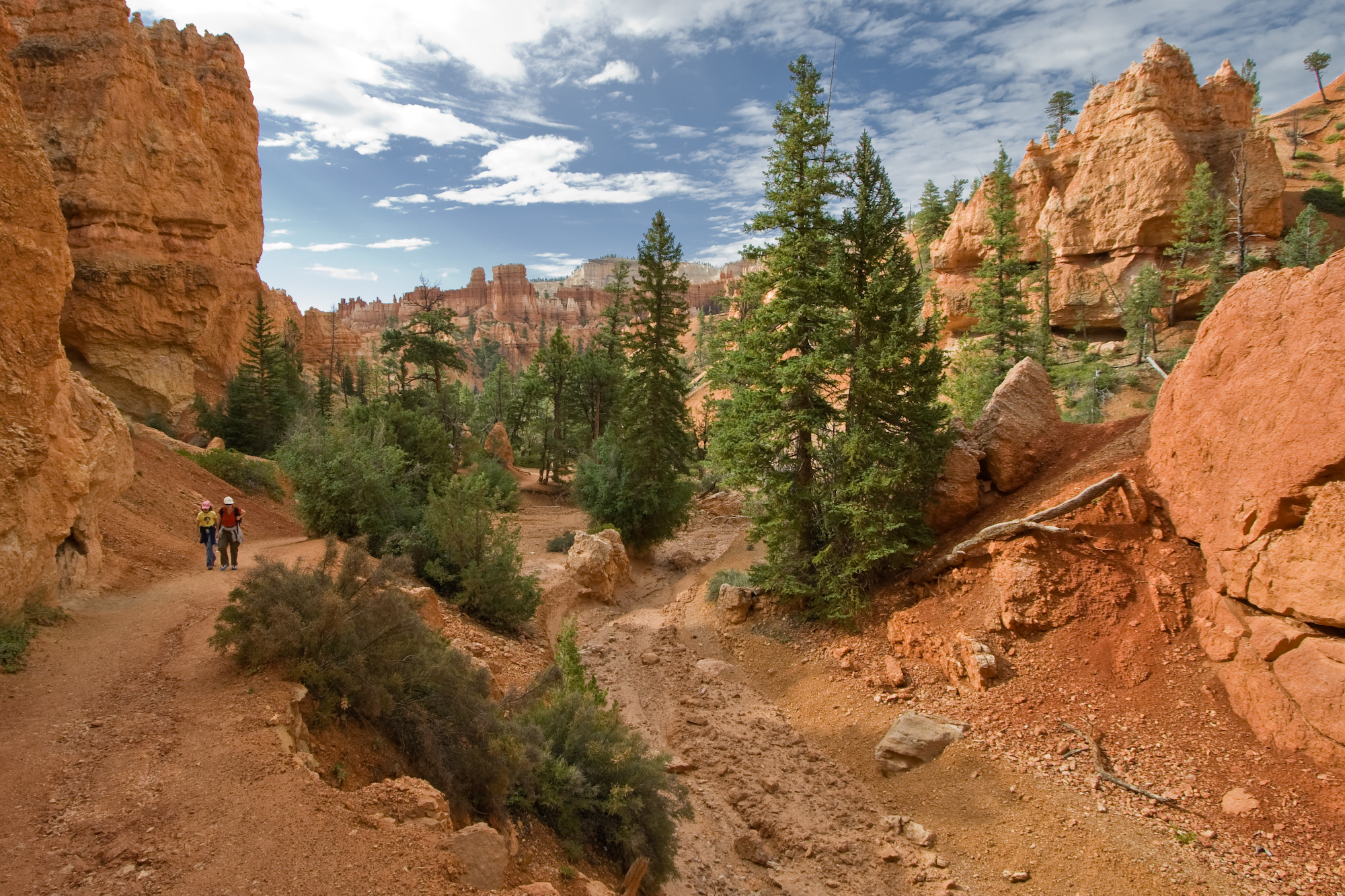
Stanowisko P. menziesii var. glauca i Pinus ponderosa w Bryce Canyon National Park, Utah, USA

Daglezja zielona tworzy rozległe czyste lub mieszane drzewostany iglaste w obrębie naturalnego zasięgu. Daglezja zielona typowa w wyniku sukcesji wtórnej dominuje w lasach od Kolumbii Brytyjskiej po północno-zachodnią Kalifornię. Okresowe powtarzające się pożary w zasięgu tej odmiany spowodowały powstanie znacznych, prawie czystych jej stanowisk na północ od rzeki Umpqua w stanie Oregon. Intensywna wycinka w dużym stopniu wyeliminowała pierwotny starodrzew, ale wyręb lasów w połączeniu z wypalaniem spowodowały, że daglezja utrzymała się jako główny składnik odnowionych drzewostanów. Tam, gdzie zregenerowała się tylko częściowo lub wcale, współwystępuje z nią lub całkiem ją zastąpiła olsza czerwona (Alnus rubra). Na południu zasięgu odmiana typowa rośnie na suchszych, cieplejszych stanowiskach, na których jest bardziej tolerancyjna na zacienienie i może stawać się gatunkiem dominującym klimaksowym. W górach Sierra Nevada daglezja występuje pospolicie jako składnik borów mieszanych, sięgających na południe aż do doliny Yosemite. Odmiana sina jako drzewo dominujące tworzy klimaksowe rozległe, czyste drzewostany w południowym Idaho i północnym Utah oraz w zachodniej Montanie. Jej lasy zajmują szeroki pas między strefami sosny żółtej (Pinus ponderosa) a lasem świerkowo-jodłowym. W drzewostanach mieszanych w południowych Górach Skalistych z różną intensywnością towarzyszy sośnie żółtej, Pinus strobiformis, jodle górskiej (Abies lasiocarpa), jodle pospolitej (Abies concolor), świerkowi kłującemu (Picea pungens), świerkowi Engelmanna (Picea engelmannii) i topolom (Populus sp.).
Odmiana typowa jest głównym składnikiem czterech zbiorowisk leśnych: litych drzewostanów daglezji zielonej typowej (Pacific Douglas-Fir – Society of American Foresters Type 229), daglezji zielonej z choiną zachodnią (Douglas-Fir-Western Hemlock – Type 230), cyprysika Lawsona (Port Orford-Cedar – Type 231) oraz sosny żółtej z daglezją zieloną (Pacific Ponderosa Pine-Douglas-Fir – Type 244). Najważniejszymi krzewami związanymi z odmianą typową daglezji w jej środkowym i północnym zasięgu są klon okrągłolistny (Acer circinatum), golteria Shalon (Gaultheria shallon), różanecznik z gatunku Rhododendron macrophyllum, berberys Berberis nervosa, borówka Vaccinium parvifolium oraz jeżyna z gatunku Rubus spectabilis. Dalej na południe głównymi krzewami towarzyszącymi są leszczyna Corylus cornuta var. californica, pełnokrężnik różnobarwny (Holodiscus discolor), śnieguliczka Symphoricarpos mollis, Toxicodendron diversilobum, krzewy z rodzaju prusznik (Ceanothus sp.) oraz mącznica (Arctostaphylos sp.). Odmiana sina jest podstawowym składnikiem trzech zbiorowisk leśnych: litych drzewostanów daglezji sinej (Interior Douglas-Fir – Type 210), modrzewia zachodniego (Western Larch – Type 212) oraz jodły olbrzymiej (Grand Fir – Type 213). W podszycie zbiorowisk odmiany sinej w północnej części zasięgu występują śnieguliczka biała (Symphoricarpos albus), tawuła brzozolistna (Spiraea betulifolia), pęcherznica z gatunku Physocarpus malvaceus i Paxistima myrsinites. W centralnej części zasięgu są to ogoniastek górski (Cercocarpus montanus), porzeczka z gatunku Ribes cereum, czeremcha wirginijska (Prunus virginiana), bylica Artemisia tridentata, świdośliwa Amelanchier alnifolia i pełnokrężnik zaroślowy (Holodiscus dumosus). Na południu towarzyszy jej: Robinia neomexicana, klon nagi (Acer glabrum) oraz pełnokrężnik różnobarwny (Holodiscus discolor).
Na dużych wysokościach lub w północnych rejonach zasięgu odmianę siną stopniowo zastępują gatunki bardziej tolerancyjne na zimno, takie jak choina Mertensa (Tsuga mertensiana), Pinus albicaulis, jodły (Abies sp.), świerk Engelmanna (Picea engelmannii), sosna zachodnia (Pinus monticola) i sosna wydmowa (P. contorta). Na stanowiskach suchych daglezja zielona ustępuje miejsca sośnie żółtej, cedrzyńcowi kalifornijskiemu (Calocedrus decurrens) oraz dębom: Quercus garryana, Q. kelloggii, Q. chrysolepis i Q. wislizeni. Na siedliskach słabo odwodnionych zastępowana jest przez żywotnika olbrzymiego (Thuja plicata), klony (Acer sp.), olszę czerwoną (Alnus rubra), topolę kalifornijską (Populus trichocarpa) i inne gatunki liściaste. W kierunku wybrzeża Pacyfiku daglezja ustępuje miejsca świerkowi sitkajskiemu (Picea sitchensis), choinie zachodniej (Tsuga heterophylla) i żywotnikowi olbrzymiemu.

### Interakcje międzygatunkowe

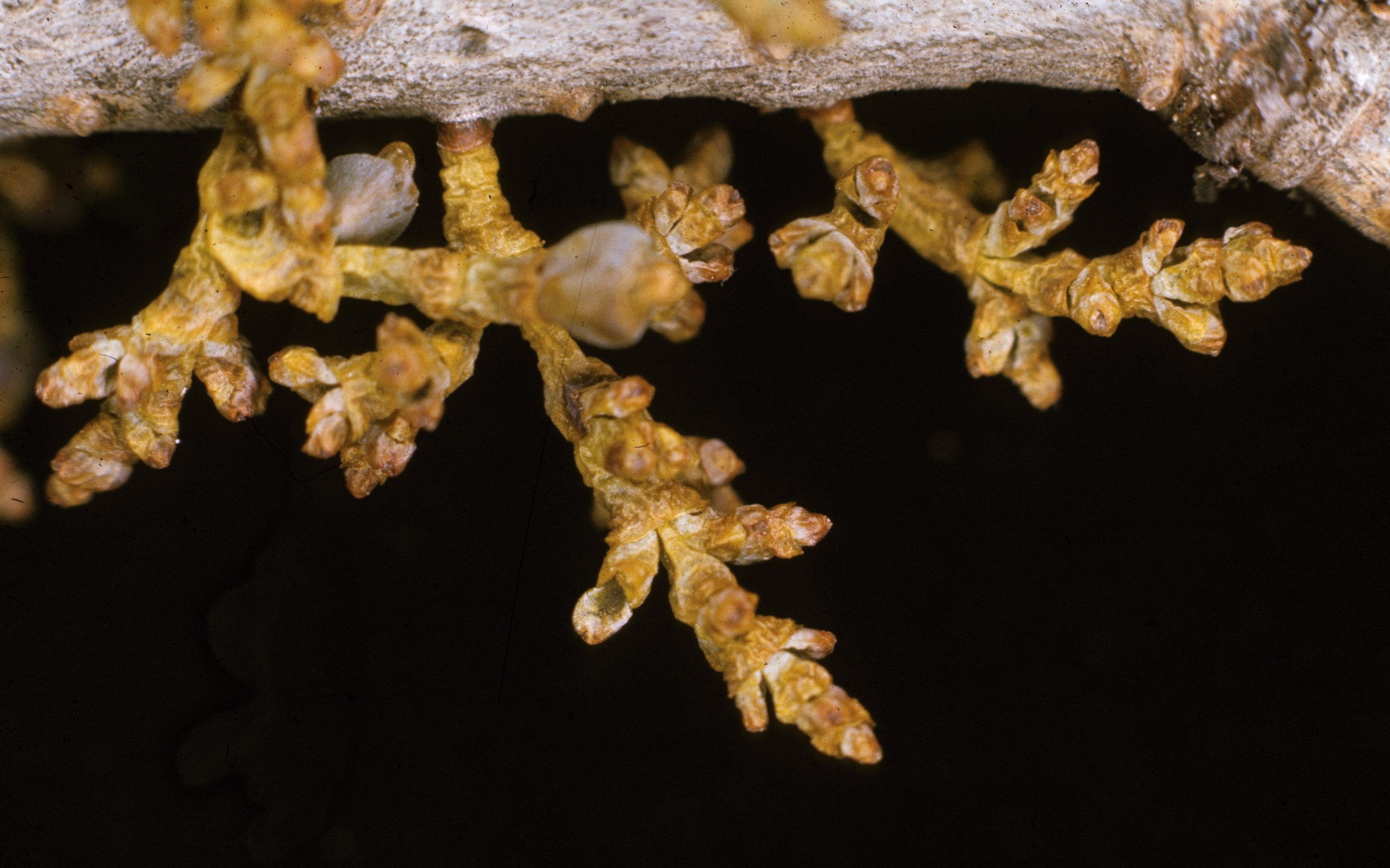
Arceuthobium douglasii

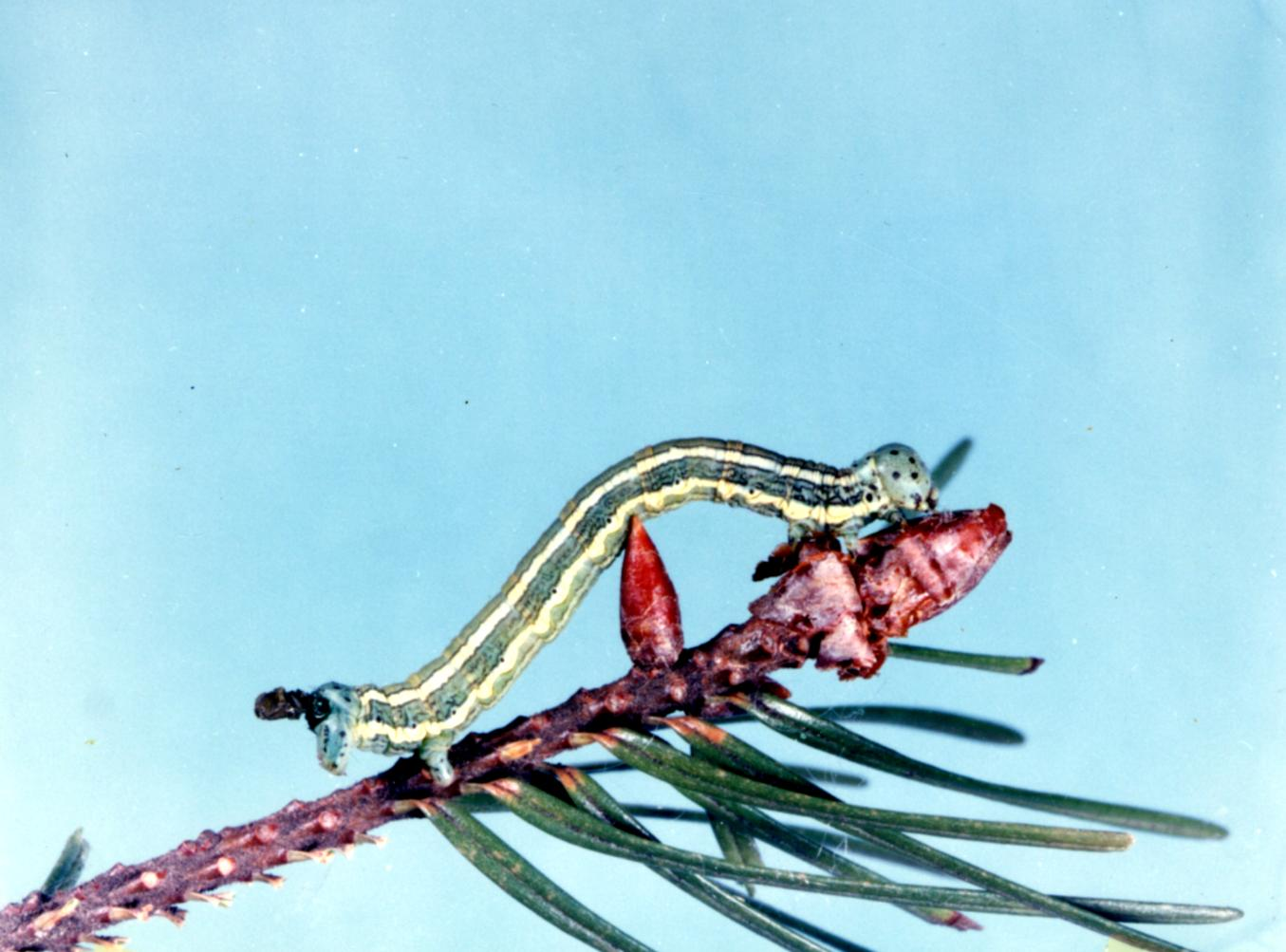
Larwa Nepytia phantasmaria żerująca na gałązce daglezji zielonej

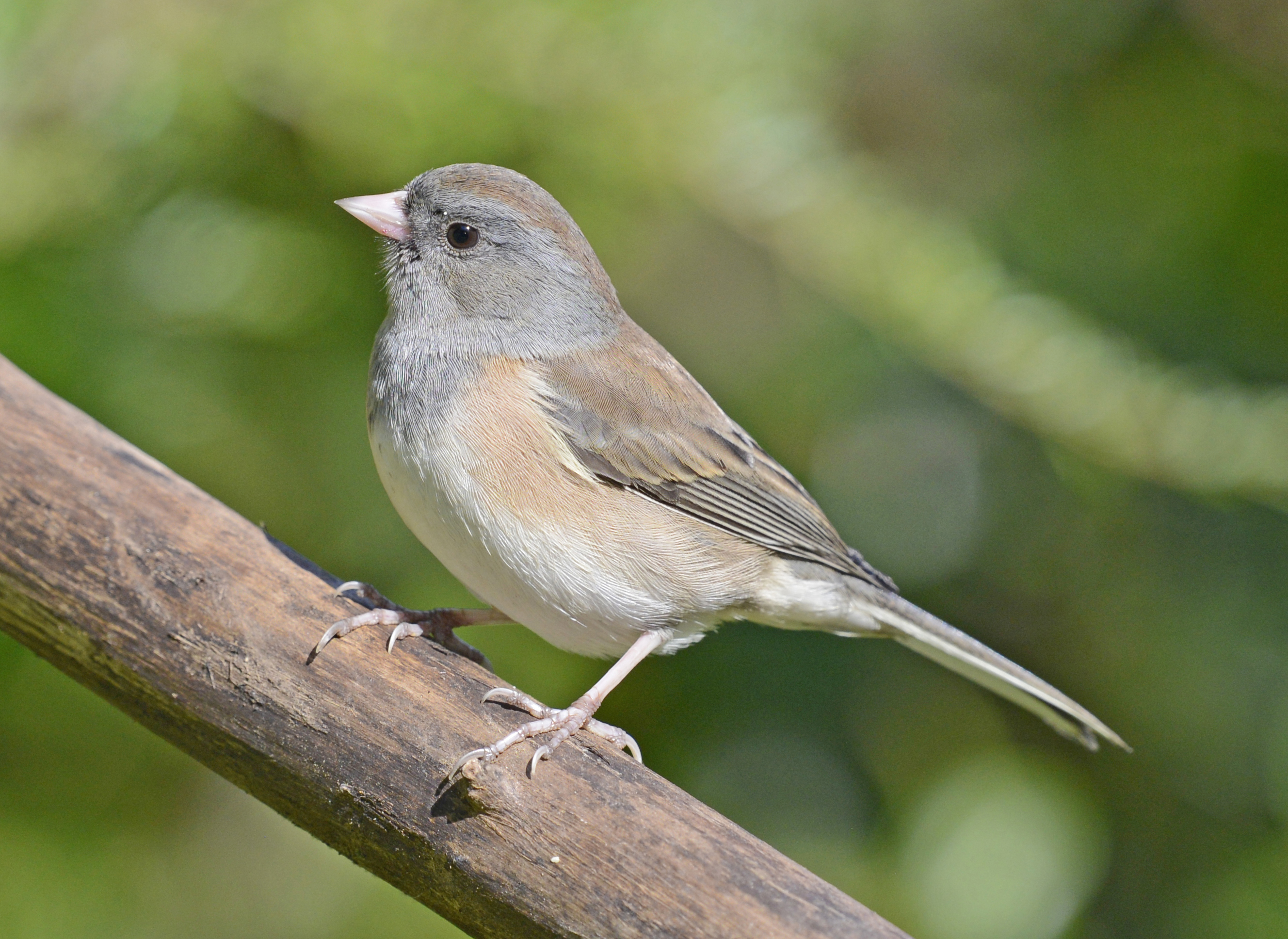
Junko zwyczajny żywi się nasionami daglezji

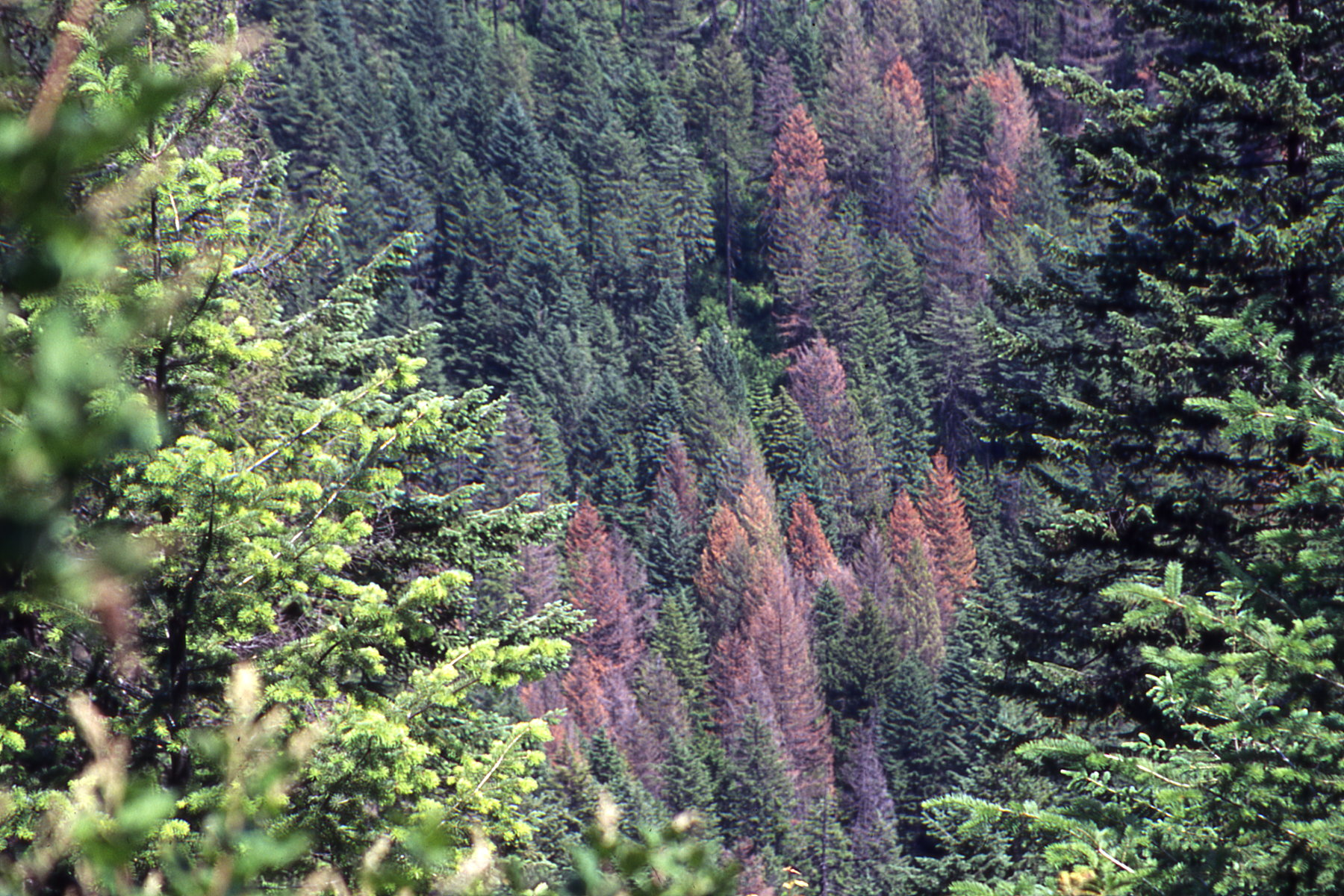
Daglezje zielone uszkodzone przez bielojada Dendroctonus pseudotsugae

#### Rośliny pasożytnicze
Daglezja zielona jest w warunkach naturalnych głównym żywicielem pasożytniczej rośliny Arceuthobium douglasii Engelm., rzadko infekowana jest przez A. americanum i A. tsugense subsp. tsugense. Pozostaje odporna na inne gatunki z rodzaju arceutobium. A. douglasii rozpowszechniona jest w niemal całym zasięgu daglezji zielonej, z wyjątkiem jej populacji rosnących w północno-wschodnim zasięgu gatunku w Kolorado, Wyoming i Montanie, na zachód od Cascade Crest w Kolumbii Brytyjskiej, Waszyngtonie i Oregonie, oraz w Kolumbii Brytyjskiej w pasie około 500 km na południe od północnej granicy zasięgu. Infekcja A. douglasii wywiera wpływ na tempo wzrostu drzewa–żywiciela, ale intensywność wpływu zależy od typu siedliska. Dla przykładu redukcja przyrostu w okresie 10 lat u silnie porażonych daglezji wahała się od 20% u drzew rosnących w mieszanym lesie iglastym złożonym z Abies concolor i Pseudotsuga menziesii z dodatkiem Quercus gambelii do 75% u drzew rosnących w lesie A. concolor i P. menziesii z dodatkiem Berberis repens.

#### Grzyby i lęgniowce
Daglezja zielona jest żywicielem setek organizmów zaliczanych do grzybów i lęgniowców, ale niewiele z nich jest przyczyną poważnych problemów, szczególnie na stanowiskach naturalnych. Obumieranie młodych siewek mogą powodować różne gatunki z rodzajów Pythium, Rhizoctonia, Phytophthora, Fusarium czy Botrytis. Znaczne szkody u młodych i dorosłych drzew może powodować opieńka miodowa (Armillaria mellea) i Phellinus weirii, wywołując zgniliznę korzeni, zwłaszcza na zachód od Gór Kaskadowych. Zainfekowane drzewa obumierają lub – osłabione – łatwo się przewracają. Spośród wielu chorób daglezji najbardziej szkodliwą i rozpowszechnioną jest zgnilizna pstra powodowana przez czyrogmatwicę sosnową (Porodaedalea pini). Głównymi obszarami infekcji są sęki oraz blizny powstałe w wyniku pożaru, wyładowań atmosferycznych i przewracających się drzew. Inne grzyby wywołujące zgnilizny na północnym zachodzie zasięgu to pniarki Fomitopsis officinalis i F. cajanderi oraz murszak rdzawy (Phaeolus schweinitzii). Na południowym zachodzie ważne są Echinodontium tinctorium, pniarek obrzeżony (F. pinicola) oraz F. cajanderi. Patogeny grzybowe Rhabdecline pseudotsugae oraz atakujący tylko daglezje zielone Rhabdocline weirii wywołują chorobę igieł skutkującą ich odbarwianiem i opadaniem.
Daglezja zielona jest zależna od mykoryzowego wchłaniania składników odżywczych i wody. Zidentyfikowano około 2000 gatunków grzybów, będących jej potencjalnymi symbiontami. Na korzeniach daglezji zaobserwowano zarówno struktury ektomykoryzowe, jak i ektendomykoryzowe.
Na drzewach często rosną znaczne ilości epifitycznych porostów, w tym gatunki z rodzajów Bryoria, Usnea i Letharia. Szczególnie w wilgotnych lasach przybrzeżnych starsze okazy odmiany typowej porośnięte są epifitami niemal w całości.

#### Zwierzęta roślinożerne
Ponad 60 gatunków owadów żeruje na szyszkach daglezji zielonej, z czego kilka doprowadza do znacznych uszkodzeń nasion. Do owadów o największym wpływie należą: znamionek jedlicowiec (Megastigmus spermotrophus), który rozwija się w dojrzewającym nasionie; ćma Barbara colfaxiana i motyl Dioryctria abietivorella, których larwy przebijają się przez rozwijające się szyszki; oraz muchówki Contarinia oregonensis i C. washingtonensis, które niszczą część nasion, ale również, powodując powstawanie galasów, uniemożliwiają normalne otwieranie się dojrzałych szyszek. Nasionami żywią się małe ssaki leśne, takie jak myszaki (Peromyscus sp.), nornik oregoński (Microtus oregoni), pręgowce (Neotamias sp.) czy przedstawiciele ryjówkowatych oraz ptaki, takie jak junko, różne gatunki drozdowatych, borowiaki, cieciornik i szarobrewka śpiewna. Pojedynczy myszak może spożyć 350 nasion daglezji w ciągu jednej nocy. Łącznie ptaki i małe ssaki mogą punktowo wyjeść większość naturalnie opadłych nasion. Ulistnienie drzew w każdym wieku z obydwu odmian stanowi pożywienie dwóch najgroźniejszych dla daglezji zielonej owadów: ćmy z gatunku Orgyia pseudotsugata i Choristoneura fumiferana. Gąsienice obu z nich żerują na igłach i często powodują silną defoliację drzewostanów. Igłami żywią się także larwy Nepytia phantasmaria. Większe ssaki, takie jak zające, królaki zaroślowe (Sylvilagus bachmani), sewele górskie (Aplodontia rufa), przedstawiciele gofferowatych i jeleni, często skubią i zgryzają młode pędy. Jelenie czarnoogoniaste bardzo chętnie zjadają wiosenne i letnie pędy sadzonek i młodych drzewek, które przez pozostałą część roku są dla nich mało atrakcyjne. Znaczne zagrożenie w starszych drzewostanach w całym zasięgu stanowi chrząszcz bielojad Dendroctonus pseudotsugae z kornikowatych.

## Zagrożenia i ochrona
Międzynarodowa Unia Ochrony Przyrody zamieściła ten gatunek w Czerwonej księdze gatunków zagrożonych z kategorią LC (Least concern, najmniejszej troski), uznając go za niezagrożony. Prowadzone w przeszłości i do pewnego stopnia obecnie intensywne pozyskiwanie drewna wpłynęło bardzo negatywnie na ekosystemy lasów iglastych, szczególnie starodrzewów zdominowanych przez daglezje zielone. Pomimo że zagraża to bioróżnorodności takich ekosystemów w regionie, nie stanowi jeszcze zagrożenia dla samego gatunku, m.in. dzięki szybkiemu odnawianiu się daglezji po wycince. Zaznaczono jednak, że trendy poziomu pozyskiwania surowca wymagają monitorowania i dalszych badań. Należy także podjąć działania ochronne w zakresie przywracania naturalnych siedlisk.
Gatunek występuje na wielu obszarach chronionych, w tym w parkach narodowych. Niektóre ze stanowisk znajdują się w Parku Narodowym Olympic oraz Parku Narodowym Mount Rainier. Pozostałości stanowisk odmiany typowej na niskiej wysokości nadal można znaleźć np. w parkach stanowych Millersylvania i Deception Pass w Waszyngtonie czy w Lighthouse Park w Kolumbii Brytyjskiej. Odmiana sina rośnie między innymi na terenie Parku Narodowego Kootenay, Parku Narodowego Glacier, Parku Narodowego Zion czy Parku Narodowego Wielkiej Kotliny. 
W Polsce daglezje zielone, mimo że są tu gatunkiem obcym, bywają obejmowane ochroną jako pomniki przyrody. Taką ochroną objęto m.in. w 2022 roku daglezję „Helena” rosnącą w gminie Bardo, która w tym czasie była najwyższym drzewem w Polsce (59,4 m wysokości i 355 cm obwodu pnia).

## Znaczenie użytkowe

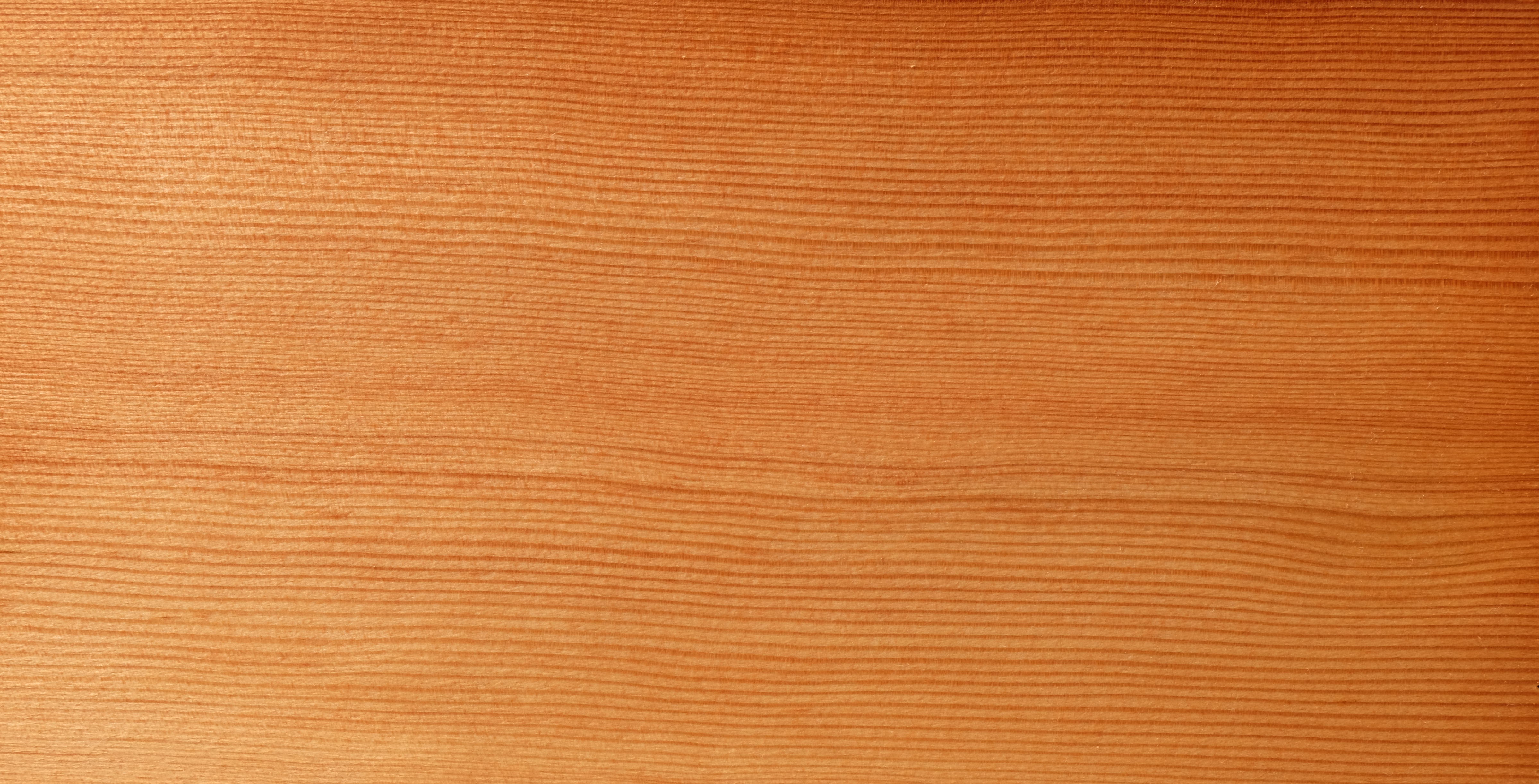
Drewno

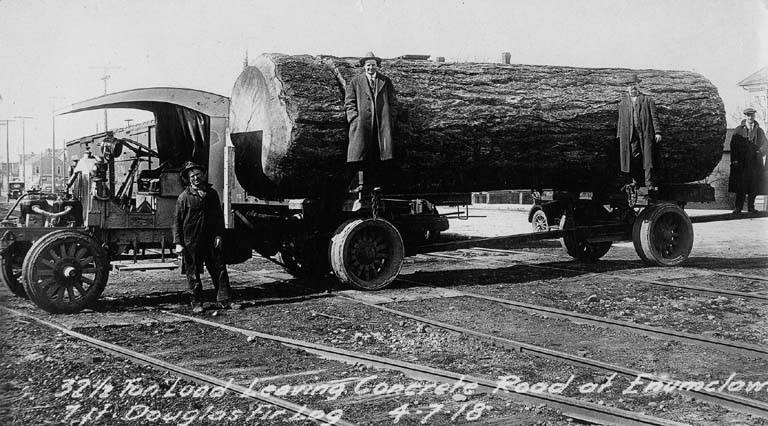
Ciężarówka do transportu drewna z kłodą daglezji, Waszyngton, 7 kwietnia 1918 r.

### Surowiec drzewny
Daglezja zielona jest jednym z najważniejszych drzew stanowiących źródło drewna na świecie. Jej znaczne rozmiary i doskonałe właściwości drewna sprawiają, że można uzyskiwać bardzo długie tarcice bez sęków. Podczas suszenia zachowuje kształt, w nieznacznym stopniu może pękać lub paczyć się. Na możliwość obróbki duży wpływ ma szerokość rocznych przyrostów – drewno o drobnych słojach dobrze się nadaje do obróbki mechanicznej. Ogólnie drewno daglezji można piłować, strugać, nawiercać, frezować, szlifować, łączyć na gwoździe i śruby). Drewno dobrze się skleja oraz pokrywa bejcami i lakierami, przy czym lepszą przyczepność mają lazury niż lakiery poliestrowe i na bazie olejów.
Drewno daglezji znajduje zastosowanie do budowy konstrukcji drewnianych, zarówno zewnętrznych, jak i wewnętrznych. Dosyć wysoka trwałość drewna czyni je przydatnym na słupy telefoniczne i podkłady kolejowe. Jest drewnem łuszczarskim – wykorzystywanym do wyrobu sklejek. Stosowane jest także w przemyśle papierniczym. Drewno znacznie wolniej rosnącej odmiany glauca jest gęstsze i cięższe. Znajduje zastosowanie w bednarstwie do wyrobu kadzi i zbiorników dla browarów i gorzelni.
W rodzimym zasięgu rdzenna ludność preferowała drewno daglezji jako opał, a także wykorzystywała je do wyrobu różnych narzędzi, w tym trzonków harpunów, łyżek i skrzynek.

### Roślina ozdobna
Stosowana w kształtowaniu architektury krajobrazu. Sadzi się ją jako solitery lub w licznych grupach. Wykorzystywana do zazieleniania miast, zwłaszcza gdy oczekiwane jest szybkie uzyskanie wysokiej zieleni. W Polsce odmiana glauca jest często sadzona w parkach. Znanych jest wiele kultywarów stosowanych w ogrodnictwie, nadaje się także do formowania drzewek bonsai. Niektóre z odmian ozdobnych:

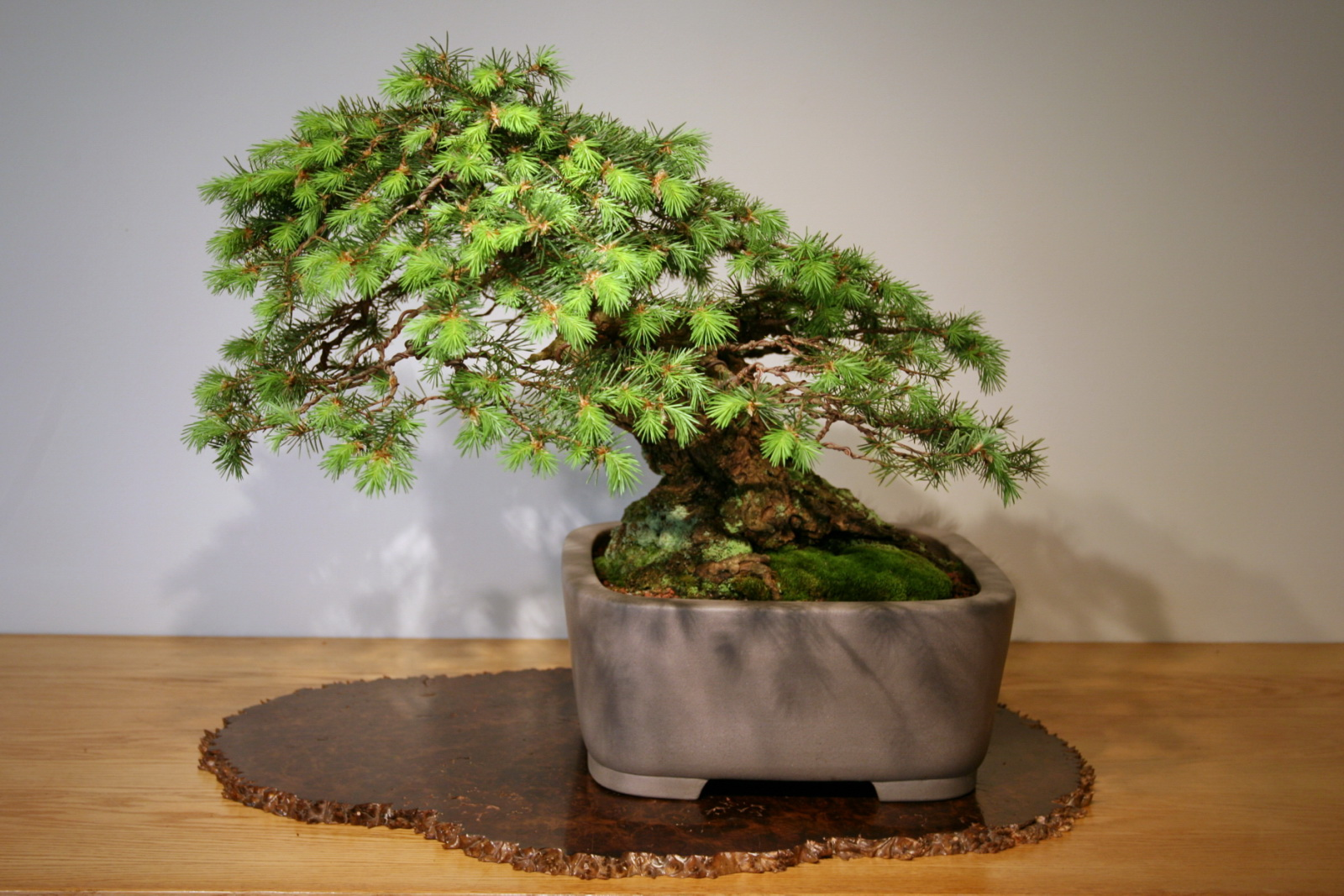
Daglezja zielona jako drzewko bonsai

- 'Albospica' – odmiana karłowa, tempo wzrostu 2,5–15 cm na rok, dorasta do 1,5 m wysokości w ciągu 10 lat, strefa mrozoodporności 6[42];
- 'Appressa' – odmiana średniego rozmiaru, w ciągu 10 lat osiąga 3 m wysokości, strefa mrozoodporności 4[42];
- 'Argentea' – odmiana o igłach srebrzystobiałych[27], wysoka, dorasta do 4 m w ciągu 10 lat, strefa mrozoodporności 4[42];
- 'Blue Wonder' – odmiana karłowa, dorasta do 1,5 m wysokości w ciągu 10 lat, strefa mrozoodporności 4[42];
- 'Cedar Ridge Gold' – odmiana wysoka o żółtych igłach wiosną i latem, tempo wzrostu duże, powyżej 30 cm rocznie, strefa mrozoodporności 5[42];
- 'Fastigiata' – odmiana średnia o niebieskozielonych igłach, w ciągu 10 lat osiąga 3 m wysokości, strefa mrozoodporności 6[42]; korona węższa i bardziej zagęszczona niż u typu, konary wzniesione ku górze[27];
- 'Fletcheri' – odmiana karłowa, dorasta do 1–3 m wysokości, pokrój ma kulistawy, nieregularny[27], igły niebiesko-zielone, strefa mrozoodporności 5[42];
- 'Graceful Grace' – odmiana duża, o długich, niebieskozielonych igłach, rosnąca 30 cm i więcej na rok, o nieregularnej, wąskiej i płaczącej koronie[42];
- 'Pendula' – odmiana z gałęziami zwisającymi[27], wysoka, dorastająca do 4 m w 10 lat, strefa mrozoodporności 6[42];
- 'Pumila' – odmiana karłowa o igłach jasnozielonych[27] i przysadzistym, stożkowatym pokroju, strefa mrozoodporności 6[42];
- 'Skyline' – mocna, szybko rosnąca odmiana z rozgałęzieniami przypominającymi węże i atrakcyjnymi igłami w kolorze pudrowo-niebieskim. Po 10 latach wzrostu osiąga 3–5 m wysokości[42];
- 'Trunky' – odmiana miniaturowa, osiągająca mniej niż 30 cm wysokości w 10 lat, strefa mrozoodporności 5[42].

### Roślina pastewna
Daglezja zielona jest słabym źródłem paszy dla zwierząt hodowlanych, które najczęściej jej unikają. Młode pędy odmiany typowej bywają zjadane przez owce domowe wypasane wiosną, tuż po pęknięciu pąków, ale stanowią nie więcej niż 3% ich diety.

### Inne zastosowania
Odmiana typowa jest sadzona na zniszczonych stanowiskach w celu kontroli erozji, szczególnie po pożarze. Jest również chętnie wykorzystywana jako świąteczna choinka.
Z żywicy daglezji zielonej wyrabiano balsam (tzw. Oregon balsam) wykorzystywany w mikroskopii do sporządzania preparatów. Jego walorem było to, że po stwardnieniu materiał ten przepuszcza światło podobnie jak szkło, nie powodując jego dyfrakcji.
Indianie używali smoły do uszczelniania spoin, canoe i naczyń, jako maści leczniczej na rany. Żywicę wykorzystywano jako gumę do żucia, liście jako substytut kawy, zbierano też i wykorzystywano słodkie soki tego gatunku.

## Uprawa
Daglezja zielona uważana jest za najważniejsze drzewo leśne kontynentu północnoamerykańskiego, a w wielu krajach została wprowadzona do uprawy już w XIX w. Plantacje spotykane są w licznych rejonach Ameryki Północnej, Europy, w Australii, Nowej Zelandii, Chinach (Pekin, Jiangxi), Ameryce Południowej (Chile, Argentyna), w Południowej Afryce i na Hawajach. Jest ceniona ze względu na swoje znaczenie gospodarcze i reputację gatunku, który może lepiej radzić sobie ze zmianami klimatu, szczególnie z suszą. Jednak uprawa daglezji zielonej jest często ograniczona z powodu obaw o jej wpływ na środowisko jako gatunku obcego.
Próby upraw podejmowane w Ameryce Północnej od XIX w. na przestrzeni ponad stulecia pokazały, że odmiana typowa nie nadaje się do nasadzeń na wschód od jej naturalnego zasięgu, ponieważ nie jest mrozoodporna i źle reaguje na suche lato. Nieudane próby uprawy tej odmiany miały miejsce m.in. w Karolinie Północnej, Ohio, Arkansas, Luizjanie, Nebrasce, Michigan i Pensylwanii. W 1927 r. odmiana typowa wprowadzona została, w ograniczonym zakresie, do uprawy na Alasce. Drzewa odmiany sinej lepiej przystosowują się do warunków klimatycznych w środkowej i wschodniej Ameryce Północnej, chociaż ich zdolność przetrwania i siła wzrostu są różne w zależności od pochodzenia nasion. Najlepiej sprawdzają się plantacje z nasion pozyskanych z południowych Gór Skalistych i Nowego Meksyku. Skutecznie zakładano je np. w Nebrasce, New Hampshire i Iowa. Poważnym zagrożeniem dla upraw odmiany sinej, szczególnie w północno-wschodnich Stanach Zjednoczonych, jest jej duża podatność na zakażenie grzybem Phaeocryptopus gaeumannii, powodującym opadanie igieł. Zagrożenie dla amerykańskich plantacji stwarzają zgnilizny powodowane przez czyrogmatwicę sosnową, opieńkę miodową i Phillinus weirii, a także ataki chrząszczy z gatunku Dendroctonus pseudotsugae.
Za moment introdukcji daglezji zielonej do Europy uważane jest sprowadzenie przez Davida Douglasa nasion, prawdopodobnie odmiany typowej, do Wielkiej Brytanii w 1827 r. W ciągu niemal 200 lat od tego wydarzenia gatunek stał się w Europie najbardziej rozpowszechnionym drzewem iglastym pochodzenia amerykańskiego. Sadzono obie odmiany, ale odmiana typowa okazała się znacznie lepiej przystosowana do uprawy w większości europejskich regionów leśnych niż odmiana sina. Na podstawie analizy klimatu i fizjografii oszacowano, że potencjalny zasięg upraw w Europie obejmuje najbardziej wysunięte na południe części Norwegii i Szwecji, Danię, Niemcy, zachodnią Polskę, północną Austrię i Szwajcarię, Belgię, Holandię, Wielką Brytanię, Irlandię, północną Hiszpanię, Portugalię i Francję. Największe areały upraw w krajach europejskich pod koniec XX w. zawiera poniższa tabela.
| Kraj            | Areał uprawy (ha) | Rok  |
| --------------- | ----------------- | ---- |
| Francja         | 333 000           | 1993 |
| Niemcy          | 100 000           | 1995 |
| Wielka Brytania | 47 000            | 1985 |
| Hiszpania       | 30 000            | 1993 |
| Holandia        | 18 400            | 1996 |
| Belgia          | 18 000            | 1996 |
| Rumunia         | 13 000            | 1993 |
| Bułgaria        | 12 664            | 1985 |

W Polsce uważana w leśnictwie za najbardziej wartościowy gatunek drzewa obcego pochodzenia. Po raz pierwszy odnotowana została w Polsce w 1833 r. w szkółkach Stanisława Wodzickiego w Niedźwiedziu. Od 1881 r. zaczęła być wprowadzana do lasów na współczesnych ziemiach polskich przez leśników niemieckich i austriackich. Także w latach 70. XX w. wciąż najliczniej występowała w lasach Polski zachodniej, zarejestrowana wówczas w litych i mieszanych drzewostanach na 1136 powierzchniach zajmujących 1,4 tys. ha. W 1993 r. drzewostany te zajmowały około 1 tys. ha. Rośnie dobrze na obszarze całego kraju z wyjątkiem Suwalszczyzny.
Najstarsze nasadzenia daglezji zielonej w Nowej Zelandii pochodzą z 1859 i 1868 r. Od około 1870 r. wprowadzono ją do uprawy. Drzewa osiągają tam wyższe tempo wzrostu niż w rodzimej Ameryce Północnej, głównie z powodu większych opadów w okresie wegetacji, co zmniejsza stres wodny i podwyższa produktywność. W 1994 r. daglezja zielona była w Nowej Zelandii drugim pod względem znaczenia źródłem drewna iglastego i zajmowała ponad 60 tys. ha, czyli około 5% całkowitej powierzchni upraw leśnych. Za największe zagrożenie dla plantacji uznaje się chorobę liści wywoływaną przez grzyba Phaeocryptopus gaeumannii, która skutkuje ograniczeniem tempa wzrostu drzew.
WymaganiaOdmiana typowa silnie preferuje wilgotną glebę mineralną o pH 5–6, podczas gdy odmiana sina rośnie dobrze zarówno w podłożu mineralnym jak i organicznym o grubości poniżej 5 cm. Organiczne gleby mogą stać się latem zbyt gorące i suche dla siewek i sadzonek odmiany typowej, które do przeżycia wymagają wówczas utrzymywania wilgotnego podłoża. Na plantacji w miejscu wyciętego lasu sadzonki przyjmują się najlepiej, gdy wcześniej poprzez wypalenie lub mechaniczne spulchnienie odsłonięte zostaną gleby mineralne. Jakość danego stanowiska daglezji typowej związana jest z towarzyszącymi jej w podszycie gatunkami. Najszybciej rośnie wraz z paprotnikiem zbrojnym (Polystichum munitum), wolniej z golterią (Gaultheria shallon) i tarczownicami Parmelia, a najwolniej w obecności brodaczek Usnea.
RozmnażanieWysiewa się nasiona pozyskiwane (optymalnie we wrześniu) ze zdrowych i starych drzew. Siew następuje w kwietniu, przy czym nasiona wcześniej należy podkiełkować w wilgotnym piasku. Zdolność kiełkowania wynosi od 32 do 90%. Wysiew nasion jesienią umożliwia naturalną stratyfikację, ale także zwiększa straty powodowane przez ptaki i gryzonie. Do wiosennego siewu nasiona stratyfikuje się w temperaturze od 1 do 5 °C przez 21–60 dni, lub w temperaturze 4 °C przez 17 tygodni. Siewki wymagają cieniowania, a po dobrym zakorzenieniu pełnego nasłonecznienia. W plantacjach na świeżych zrębach zwykle sadzi się materiał szkółkarski, ponieważ rozmnażanie z nasion jest w takich warunkach bardziej zawodne. Odmiany ozdobne szczepi się na siewkach daglezji pod szkłem zimą lub latem.
PielęgnacjaW pierwszych 4 latach uprawy istotnym zagrożeniem dla nowych nasadzeń jest żerowanie zwierząt roślinożernych, np. saren, zającowatych czy gryzoni. Zgryzając pędy, szczególnie szczytowe, powodują karłowacenie i spadek tempa wzrostu oraz zwiększenie śmiertelności sadzonek. Środki kontrolne obejmują m.in. sadzenie smacznych roślin zielnych w celu zmniejszenia presji zgryzania pędów, stosowanie fizycznych barier (np. osłony sadzonek, ogrodzenie) oraz repelentów. Dla lepszego wzrostu starszych sadzonek daglezji zielonej należy zwalczać chwasty (szczególnie o wysokości ok. 60 cm i większej), by ograniczyć konkurencję o światło i składniki odżywcze w glebie. Dorosłe drzewa korzystnie reagują na przerzedzenie stanowiska, mechaniczne lub na skutek pożaru.
Pozyskiwanie drewnaPlantacje początkowo liczą zwykle 750–1500 drzew na hektar. Na naturalnych stanowiskach, w zależności od ich jakości, średnie roczne przyrosty netto drzew w wieku 50 lat wahają się od 3,7 do 13,4 m³/ha. Plantacje drzew w wieku 50–80 lat w Europie i Nowej Zelandii osiągają średnie roczne przyrosty 7 m³/ha na stanowiskach ubogich i przekraczają 28 m³/ha na stanowiskach zasobnych. Szacuje się, że całkowita produkcja biomasy może osiągać 1000 Mg/ha. Na plantacjach daglezji zielonej w Ameryce Północnej wycinane są całe uprawy drzew w tym samym wieku, po czym następuje ponowne sadzenie. W przypadku daglezji zielonej sinej stosuje się także wycinkę połączoną z pozostawianiem okazów zacieniających oraz zdrowych okazów drzew nasiennych, w celu rozsiania nasion na oczyszczonym terenie.
Zbiór i przechowywanie nasionSzyszki suszy się w suszarni lub na powietrzu. Po wyschnięciu można je przechowywać przez 3–4 miesiące bez wpływu na żywotność nasion. Nasiona wyłuskuje się mechanicznie poprzez obracanie szyszek i usuwanie łusek, po usunięciu skrzydełek odsiewa się wydrążone i słabe egzemplarze.

## Obecność w kulturze

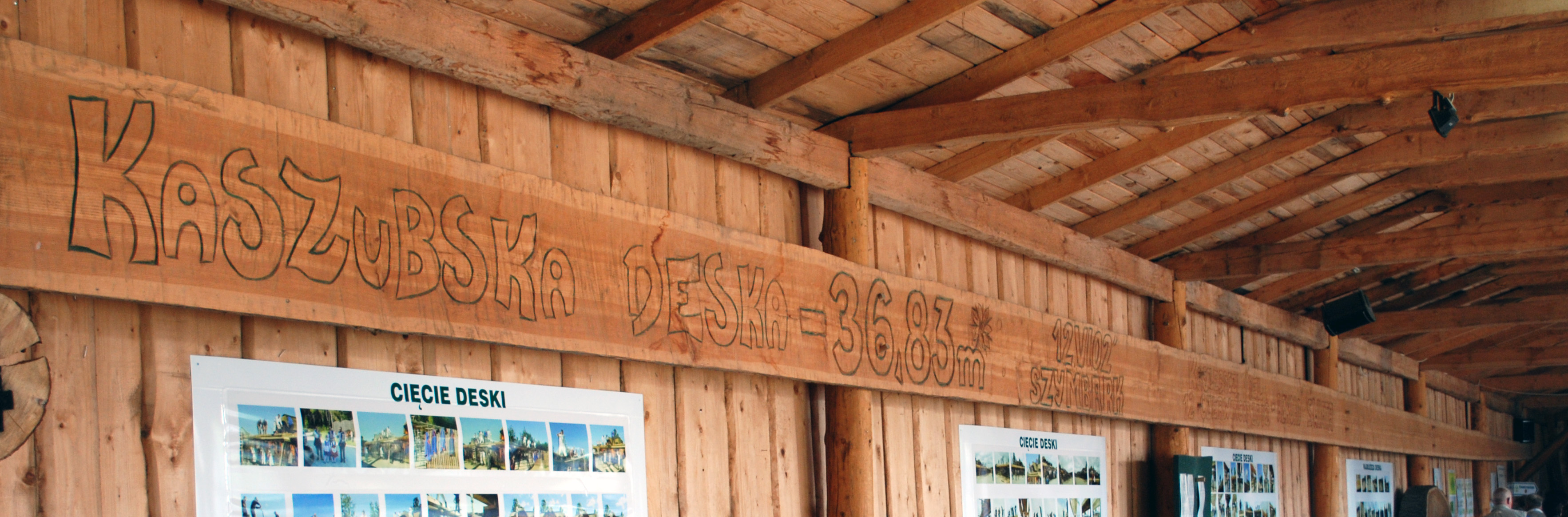
Kaszubska deska w Szymbarku, rekord z 2002 r.

Najdłuższa deska na świecie, wpisana do Księgi rekordów Guinnessa, pochodzi z daglezji zielonej. Po raz pierwszy deska wycięta z polskiej daglezji pobiła rekord 12 czerwca 2002 r. osiągając długość 36,83 m. Wycięto ją ze 120-letniego okazu o wysokości 51,2 m. Obecnie znajduje się w Centrum Edukacji i Promocji Regionu w Szymbarku. Rekord ten pobito w 2009 r. deską mierzącą 40,815 m, również wyciętą z polskiej daglezji rosnącej w Nadleśnictwie Lębork. Deska obecnie znajduje się w Wilkowie Nowowiejskim. W czerwcu 2012 r. rekord został ponownie pobity w Szymbarku, kiedy wycięto deskę o długości 46,53 m ze 120-letniego okazu daglezji.
Prowincja Kolumbia Brytyjska podarował na 200-lecie Kew Gardens maszt flagowy o wysokości 67,6 m wykonany z pnia 370-letniej daglezji.
Daglezja zielona jest jednym z symboli stanu Oregon.